# Pondichéry
Puducherry
Pour les articles homonymes, voir Pondichéry (homonymie) et Pondy.
Pondichéry renommée Puducherry (en tamoul : பாண்டிச்சேரி (Pāṇḍicceri), /pɑːɳɖɪtʃtʃeːɾɪˑ/ ou புதுச்சேரி (Putuccēri), /ˈpud̪ɯʧeːɾi/ ; en anglais : Puducherry ou Pondicherry ; en hindi : पोंडीचेरी (Poṇḍīcerī) ou पुदुचेरी (Puducerī)) est une ville du Sud-Est de l'Inde, capitale du territoire de Pondichéry et principale ville du district de Pondichéry, enclavée au Tamil Nadu. Ce fut la capitale de l'Inde française, autrefois remarquée pour son intense activité portuaire, liée à son activité de tissage du coton.
Sa population municipale, en 2011, était de 244 377 habitants. Son aire urbaine compte quant à elle environ un million d'habitants qui parlent principalement le tamoul.

## Toponymie
Le nom de Pondichéry vient du tamoul Putuccēri, qui signifie « nouveau village ». Il s'écrit « Pondicherry » en anglais.
En 2006, le nom officiel de la ville et du territoire a été changé en « Puducherry », plus proche du nom hypothétique initial en tamoul. Pāṇṭiccēri (பாண்டிச்சேரி), possiblement la « tamoulisation » de Pondichéry, reste néanmoins le nom de la ville dans l'usage populaire.
La ville est souvent surnommée « Pondy ».

## Géographie

La municipalité de Pondichéry au sein du district.

La municipalité de Pondichéry se situe dans le sud-est de l'Inde, dans le district de Pondichéry enclavé dans le Tamil Nadu.
La ville, bordée par le golfe du Bengale, se situe sur la côte de Coromandel.

### Climat
Le climat de Pondichéry est tropical de savane selon la classification de Köppen. L'été s'étend d'avril à début juin et les températures peuvent atteindre 41 °C. La maximale est en moyenne de 36 °C et la minimale entre 28 et 32 °C. L'été est suivi d'une période très humide, de juin à septembre, avec quelques forts orages.
La mousson atteint Pondichéry à la mi-octobre et le gros des précipitations annuelles tombe entre octobre et décembre. En moyenne, les précipitations s'élèvent à 1 240 mm par an. Les hivers sont chauds : la température atteint en moyenne 30 °C et descend souvent autour de 18 ou 20 °C.

## Démographie
Pondichéry comptait 244 377 habitants selon le recensement de 2011.
Son centre historique colonial comptait 31 198 habitants en 2011 selon ce même recensement. La population de Pondicherry est estimée aujourd'hui à 355 000 habitants; soit une augmentation de 45%, le centre historique serait ainsi  peuplé d'environ 45 000 habitants en 2025.
83 % des habitants sont hindous, 11 % chrétiens et 5 % musulmans. 10,90 % des habitants de Pondichéry sont des Dalits.

## Histoire

### Antiquité

#### Origine
À en juger par les inscriptions trouvées au temple de Sri Moolanathar, la région de Pondichéry était déjà habitée il y a plusieurs milliers d'années. L'ancien nom de Pondichéry est Vhedapuram ou Vedhapuri, ce qui indique que le lieu était consacré à l'étude et à la diffusion des Vedas. Les inscriptions que l'on trouve dans le temple de Sri Moolanathar de Bahur à 12,5 km au sud de Pondichéry, et celles du temple de Shiva de Thiruvandar Kovil à 21 km à l'ouest de Pondichéry, en fournissent par ailleurs des preuves qui viennent corroborer cette interprétation ; de plus, des tablettes provenant de Bahur et découvertes au VIIIe siècle font mention d'une université du sanskrit présente bien avant leur découverte.
À 6 km de Pondichéry se trouvent les vestiges de l'emporium romain de Virampatnam qui fut abandonné au IIIe siècle après J.-C., sans doute à cause de l'instabilité des estuaires et des rivières, sans cesse mouvants. On trouve des traces d'activité de ce site jusqu'au IIIe siècle après J.-C. dans la boucle de l'Aricancoupam, en tant que refuge et abri pour les vaisseaux de haute mer. Le site est vraisemblablement abandonné à la fin du règne de Caracalla, vers 215, ce qui correspond aussi à la fin des échanges avec l'Empire Romain, qui sera en crise jusqu'au milieu du IIIe siècle.

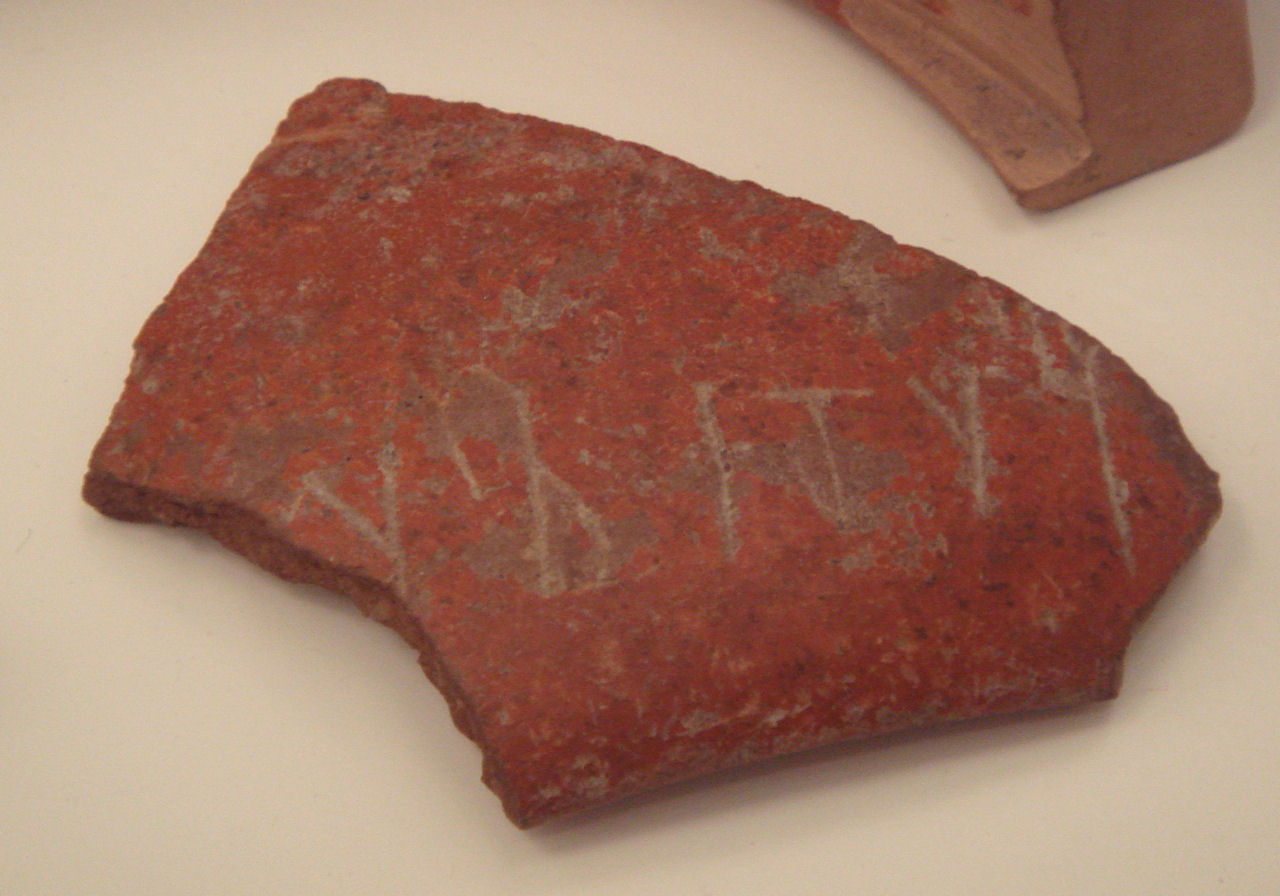
Céramique attestant de la présence romaine.

La ville, qui semble avoir été engloutie par la rivière d'Ariancoupam fut donc reconstruite plus au nord. Ces faits sont attestés par l'épigraphie du Moyen Âge qui indique que l'actuelle Pondichéry était à l'époque médiévale un lieu d'activités portuaires.
Des fouilles ont aussi permis de mettre au jour des amphores romaines, des pans de murs en briques, des bijoux (dont une bague portant la marque d'Auguste), des monnaies en or, argent et cuivre, et des céramiques.
Des ouvrages anciens en tamoul, ainsi que les cartes de Ptolémée en parlent également. Dans la Géographie de Ptolémée, le texte du Périple de la mer Érythrée atteste des liens (notamment maritimes) avec l'Égypte, mais aussi de la présence de ports de commerce sur la côte de Coromandel avec au centre celui de Poduca ou Poudouceri. Les ports mentionnés par Ptolémée sont ceux à qui les souverains hindous locaux avaient accordé, contre taxation des marchandises importées et exportées, le droit d'accueillir des comptoirs commerciaux (emporiums). Le système d'emporium était très courant à l'époque et a connu un très fort développement dans les provinces du sud de l'Inde.
Ptolémée parle ainsi des cités marchandes et ports romains de la côte sud-est de l'Inde.
Parmi les centres commerciaux et les mouillages retrouvés le long de cette côte fréquentée par les marchands de Limyrike et de l'établissement du Nord, les plus remarquables sont, dans l'ordre, Camara, Poduca et Sopatma. Ces comptoirs commerciaux accueillaient des navires de petites tailles pratiquant le cabotage jusqu'à Limyrike.
Il faut aussi signaler que les côtes et les ports de l'Inde étaient bien connus des Grecs et des Romains qui faisaient commerce et usage des épices, vins de riz, animaux et plantes du pays et accueillirent même des ambassadeurs de ces régions sous les règnes d'Auguste et de Claude. Strabon évoque d'ailleurs le chiffre de 120 vaisseaux, qui constituaient la flotte commerciale en direction de l'Inde.

### Moyen Âge
Peu de choses sont connues de l'histoire de Pondichéry à l'époque médiévale, si ce n'est que sous la dynastie de Cholas (IXe - XIIIe siècle), elle est une forte puissance maritime et commerciale. La tradition raconte que saint Thomas aurait évangélisé cette région. Ni Marco Polo vers en 1282, ni Odoric de Pordenone et Marignolli entre 1310 et 1350 ne citent Pondichéry, quoique qu'il évoquent notamment Mylapore lors de leur visite en Inde.
La présence de grandes villes est attestée à cette époque : Bahour (en) et son collège de Sanskrit, lieu d'enseignement des Vedas, ou bien Tiroubouvané et son temple, ainsi que Madagadipattou et Oulgarai qui semblent être importants à l'époque, si on se fie aux vestiges des temples.
Les mouvements d'estuaires à l'époque sont fréquents, et c'est surtout grâce à eux que le port de Poudouceri peut être établi. En effet ces mouvements ont permis l'émergence d'une bande terrestre qui facilite l’extension d'une ville, et la naissance du port.
Bien avant l'arrivée des Européens, et grâce au commerce local en plein essor, Poudouceri peut exporter son artisanat local par delà le Bengale (tissage et filage du coton, agriculture), mais il entretient aussi le commerce intérieur, car son artisanat est réputé.

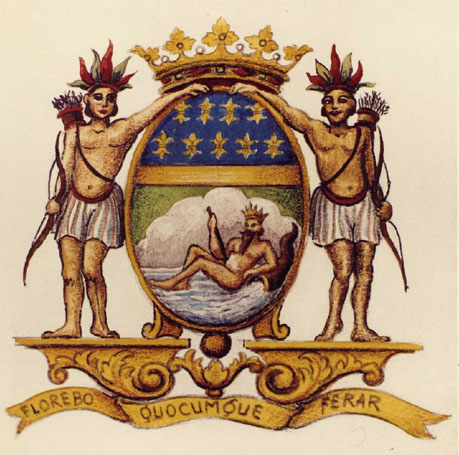
Armoiries de la Compagnie française des Indes Orientales

### Colonisation française en Inde

#### Essor du principal comptoir de la Compagnie des Indes

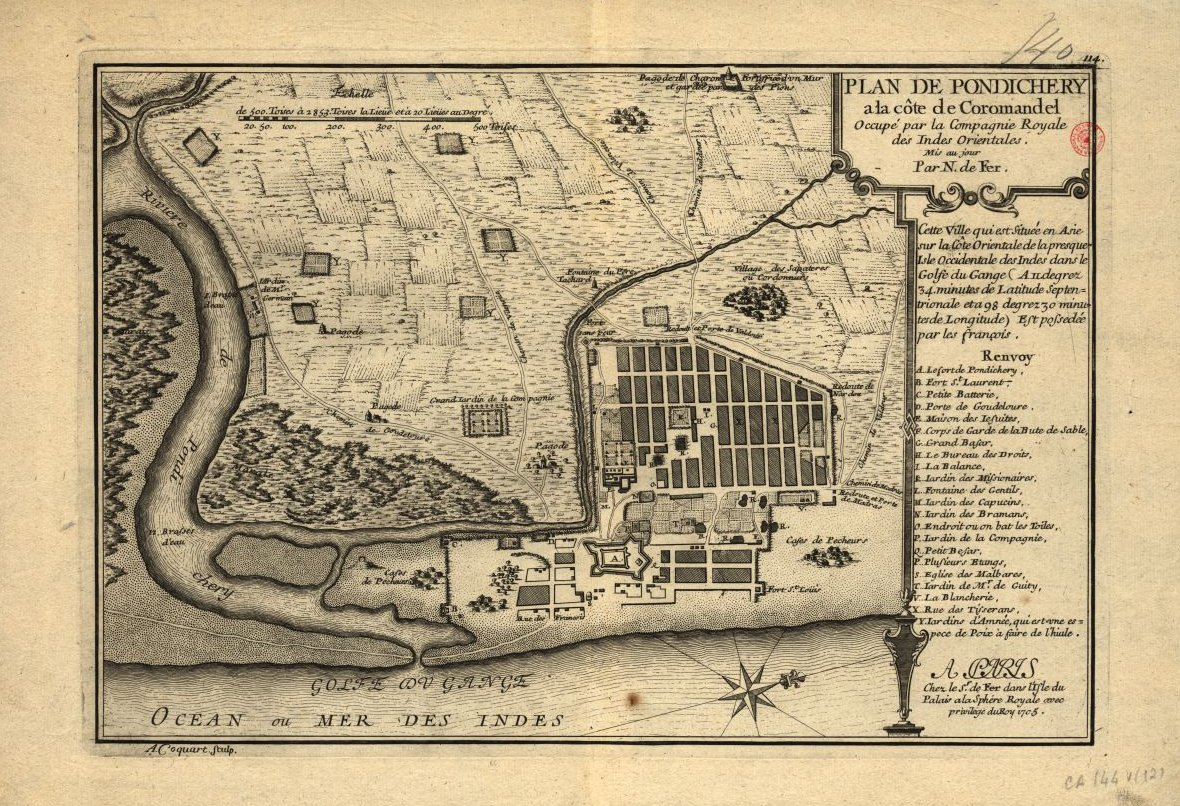
Plan de Pondichéry dressé par Nicolas de Fer, datant de 1705 et publié par la Compagnie des Indes. La ville occupée par les Hollandais de 1693 à 1700, est partiellement reconstruite par eux selon un plan en damier. Les Français achèveront le projet hollandais, dont l'origine véritable a été découverte en 2004, à Amsterdam, par Jean Deloche, chercheur à l'Institut français de Pondichéry.

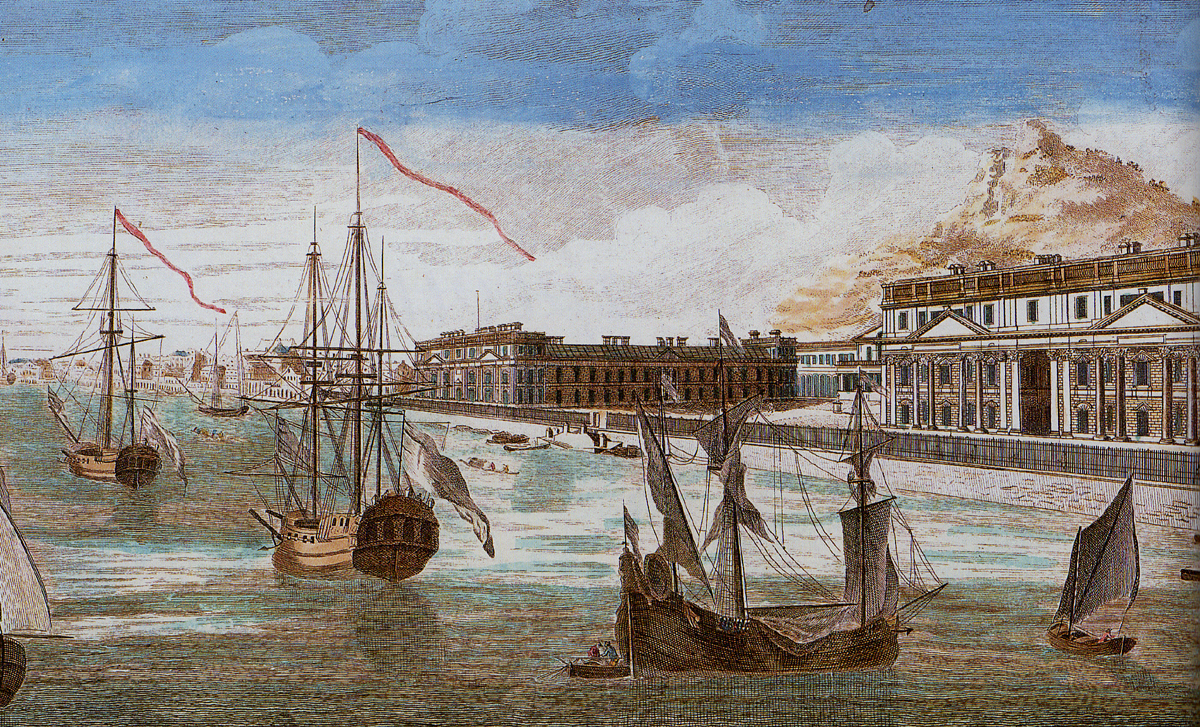
Pondichéry au XVIIIe siècle. Vue des magasins de la Compagnie des Indes, de l'amirauté et de la maison du gouverneur (Lorient, Musée de la Compagnie des Indes). Cette vision, fantaisiste, est destinée à rassurer les investisseurs.

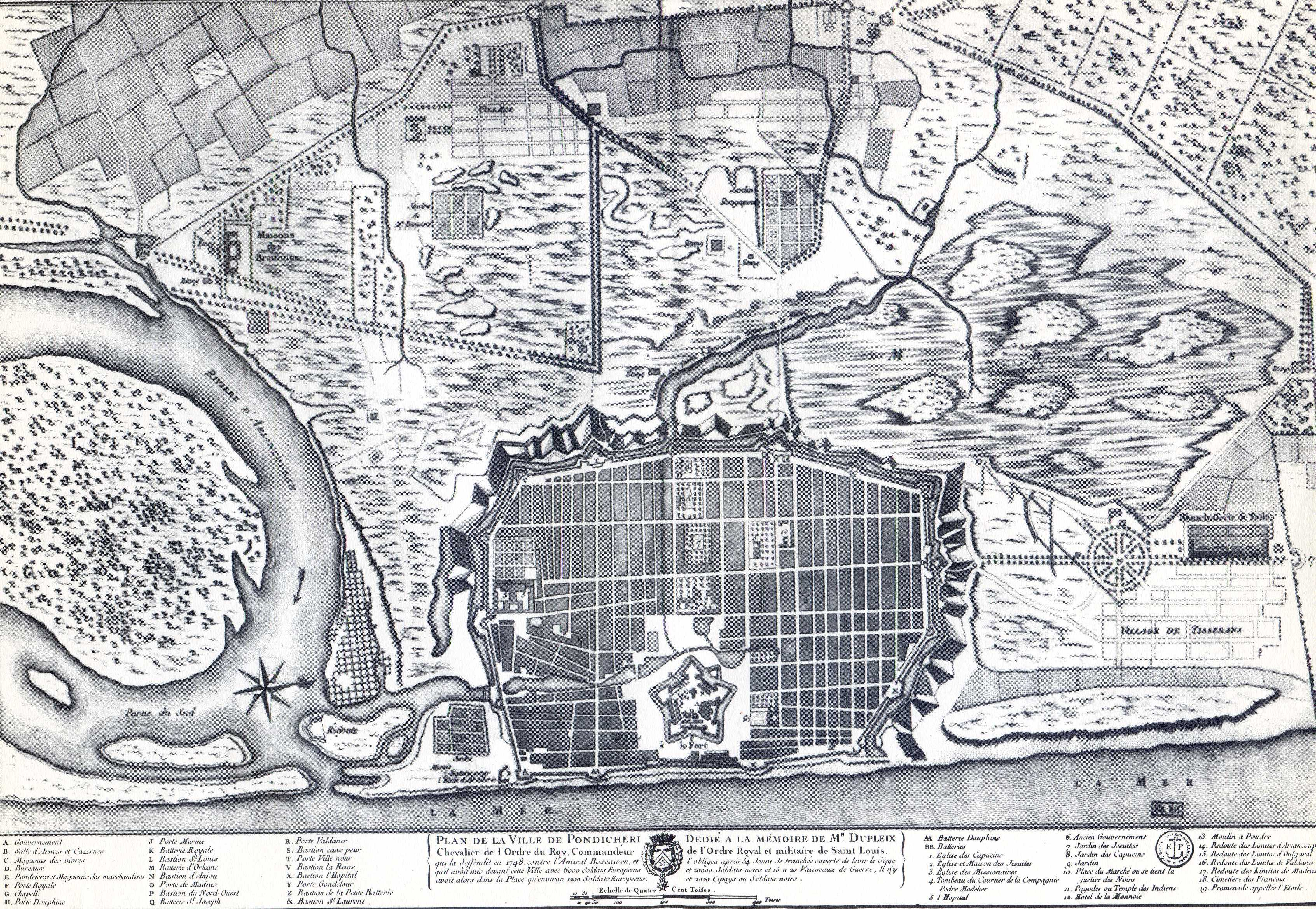
Plan de Pondichéry dédié à la mémoire de Dupleix.

Pondichéry entre dans l'histoire de France lorsque la Compagnie des Indes se voit céder, en 1673, un petit village côtier, par Sher Khan Lodi, lequel gouverne la région au nom du sultan de Bijapur, et veut casser le monopole de la Compagnie hollandaise. Pondichéry sert d'abord de point d'appui pour ravitailler les troupes de la malheureuse Escadre de Perse assiégées dans San Thomé de Méliapour, près de Madras, par les Hollandais et le Sultan de Golconde. Après la capitulation de cette armée française, derechef rapatriée en Europe, quelques dizaines de Français, groupés autour de François Martin, demeurent à Pondichéry, appelée à devenir la tête de pont des intérêts commerciaux de la France en Inde. Il faut cependant attendre 1685 pour que François Martin, définitivement nommé « directeur de la côte de Coromandel », mette Pondichéry sur la voie de la prospérité.
Le site est médiocre pour la navigation, car la côte est basse, sableuse, avec des lagunes et une barre de vagues brisantes. Les navires doivent stationner au large en utilisant des embarcations locales, les chelingues, pour le transbordement des marchandises, mais la zone est favorable pour le commerce car la proche embouchure d'une rivière permet de pénétrer aisément à l'intérieur du pays et les tisserands sont nombreux dans la région.
Les frictions avec les Hollandais, implantés dans la région depuis bien plus longtemps que les Français, et la mort de Martin en 1706, ralentissent le développement de la ville, sauf sur le plan urbanistique, puisque ce sont les occupants hollandais qui donnent à Pondichéry, reconstruite par leurs soins de 1693 à 1700, son plan si exceptionnel en damier. Il faut attendre la fin des guerres de Louis XIV et l'arrivée de Pierre-Christophe Lenoir en 1726 pour que les affaires reprennent. La ville est ensuite dirigée par Benoist Dumas en 1735 puis par Joseph François Dupleix en 1742. C'est sous le mandat de ce dernier, et grâce à lui, que Pondichéry connaît son apogée. Grâce à ses victoires militaires contre les Britanniques, il étend le territoire autour de la ville et dans le sud de l'Inde, et exerce une influence considérable dans les affaires des princes et souverains de la région.
La ville, qui se situe dans la tradition portugaise, combine port, factorerie et fort, et distingue entre la « ville blanche », bien dessinée, et la « ville noire ». En bordure de mer, sur la dune la plus élevée, est édifié le fort, et de part et d’autre la « ville blanche ». Les Français sont attachés à l'urbanisme. Un officier note en 1730 : « Cette ville a beaucoup gagné, jadis les gens du pays construisaient leurs maisons en bois ou en terre ; M. (le gouverneur) Lenoir imposa de ne bâtir qu'en brique et de ne couvrir qu'en tuiles, et on construisit des maisons magnifiques et en quantité. » La ville est rapidement réputée pour sa beauté, les bâtiments publics participant pour beaucoup à sa renommée. L'hôtel de la compagnie est un monument majestueux, rappelant les plus nobles édifices de la métropole, avec des toits en terrasse et des ailes en retour. Il en est de même de l'hôtel de la monnaie et des églises, en particulier celle des Jésuites.
L'autre grande préoccupation des directeurs de la compagnie est la défense du comptoir. Ils obtiennent assez rapidement le droit d'entretenir des troupes sur le sol indien. Elles sont peu nombreuses, quelques centaines d'hommes, mais grossies de plusieurs milliers d'Indiens encadrés et armés à l'européenne, les Cipayes. De 1702 à 1704, ils remplacent le petit fort dit « barlong » par l'énorme fort Saint Louis, édifié sous la direction d'un ingénieur militaire et dont le plan est copié sur celui de Tournai, aménagé quelques années plus tôt par Deshoulières. C'est un ouvrage défensif considérable, considéré par les militaires indiens comme la meilleure citadelle européenne dans le pays.
De plus, de 1724 à 1747, toute la ville est entourée d'une enceinte fortifiée, précédée de bastions garnis d'une forte artillerie. En 1748, pendant la guerre de Succession d'Autriche, Pondichéry est défendue avec brio par Dupleix qui résiste à un long siège anglais, terrestre et naval.
On ne connaît pas avec précision l'importance de la population vivant à l'intérieur de l'enceinte. L’abbé Guyon, bien informé semble-t-il par le gouverneur Dumas écrit en 1740 : « Suivant le dénombrement qui en a été fait dans les dernières années, on a compté dans Pondichéry 120 000 habitants, Chrétiens, Mahométants (Musulmans) ou Gentils (Hindous). »
Les Européens sont fondamentalement minoritaires dans la ville, puisqu'ils ne seraient pas plus de 700 vers 1730. L'orientaliste Anquetil Duperron a décrit la ville lorsqu'il y est arrivé en août 1755 pour y étudier le zoroastrisme. Le territoire dominé par les Français autour de la ville est formé au milieu du XVIIIe siècle de quatorze enclaves mal reliées entre elles car acquises au hasard des circonstances, mais totalisant une superficie de 29 000 hectares.

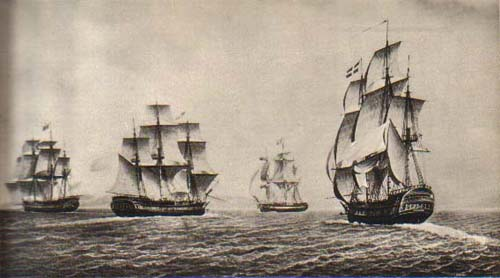
Navires de commerce de la Compagnie française des Indes orientales, 1780

Quelques autres établissements sont sous la dépendance directe de Pondichéry. Karikal, au sud, à l'embouchure de la rivière Cavery, à une quinzaine d'heures de navigation est un gros bourg comptant environ 5 000 habitants au milieu du XVIIIe siècle. Sa situation présente un double avantage : il permet le ravitaillement de Pondichéry en riz et autres produits alimentaires grâce à sa position au cœur d'une région fertile et il abrite des tisserands réalisant les toiles bleues propres pour le commerce de la côte d'Afrique. Les loges situées au nord de Pondichéry, à Mazulipatam et Yanaon sont de simples entrepôts pour l'achat des cotonnades. Pondichéry est aussi en relation beaucoup plus au nord (2 000 km) avec l'établissement français de Chandernagor. Ce petit comptoir (940 hectares) est très actif pour le commerce car il est situé sur un bras du delta du Gange, c'est-à-dire une grande voie navigable vers la très riche région du Bengale. Dupleix note en 1731 dans un Mémoire adressé aux directeurs de la Compagnie : « Ce serait entrer dans un trop long détail que de traiter des différentes espèces de marchandises que produit ce pays. Il suffit de dire qu'elles y sont en abondance et propres à tous les différents commerces, qu'elles produisent en Europe un profit considérable. » La prospérité de Pondichéry s'appuie aussi dans l’océan Indien sur l’Île-de-France et sa base de Port-Louis qui sert de relais aux vaisseaux de la Compagnie des Indes pour le voyage aller et retour vers Lorient.
Au fil du temps, les directeurs de la Compagnie ont réussi à se faire concéder par l'empereur moghol des droits considérables. Outre l'entretien d'une armée locale, ils peuvent percevoir tous les impôts déjà existants, de quelque nature qu'ils soient, c'est-à-dire les taxes foncières, douanières et autres contributions indirectes ; ils peuvent aussi en créer de nouveaux ; ils ont le droit d'exercer la politique et la justice, de battre monnaie, d'affermer les terres domaniales et ils ne sont soumis au contrôle d’aucun représentant du souverain moghol. On peut considérer qu'en 1750, Pondichéry qui vit sous l'autorité d'une compagnie active et sous le pavillon du roi de France, est une ville étrangère sur la côte indienne, face à l'autorité de plus en plus faible du pouvoir mogol.

#### Rivalité fatale avec la Compagnie anglaise des Indes

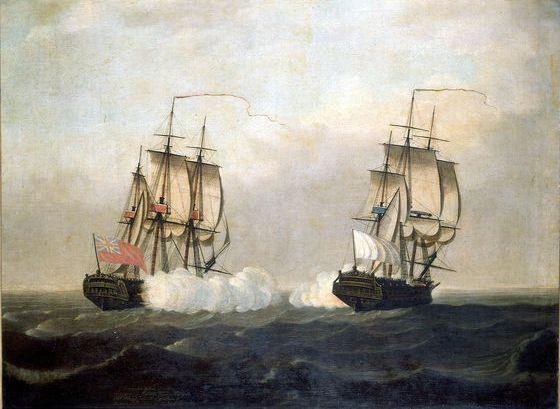
Le chef d'escadre Anne Antoine d'Aché livre trois combats navals près de Pondichéry en 1758-1759 avant d'abandonner la région à la Royal Navy. Tableau de Lawson Dunn.

L'essor de Pondichéry est donc spectaculaire, à l'image de tout le commerce colonial français depuis 1720. La Compagnie française des Indes est une affaire très rentable dont les progrès inquiètent sa rivale, la Compagnie anglaise des Indes orientales. Les Anglais échouent cependant à prendre la ville pendant la guerre de Succession d'Autriche. Les Français, menés sur mer par La Bourdonnais (le gouverneur de l'Île-de-France) et sur terre par Dupleix repoussent la flotte anglaise et s'emparent de Madras en 1746. En représailles, Londres dépêche une grande escadre pour attaquer Pondichéry alors que Dupleix, qui s'est brouillé avec La Bourdonnais, ne dispose plus de soutien naval. Mais Dupleix repousse les assiégeants et réussit même à conserver Madras. Le grand comptoir anglais est cependant rendu à l'Angleterre au traité de paix de 1748 (contre la restitution à la France de la forteresse de Louisbourg, en Amérique).

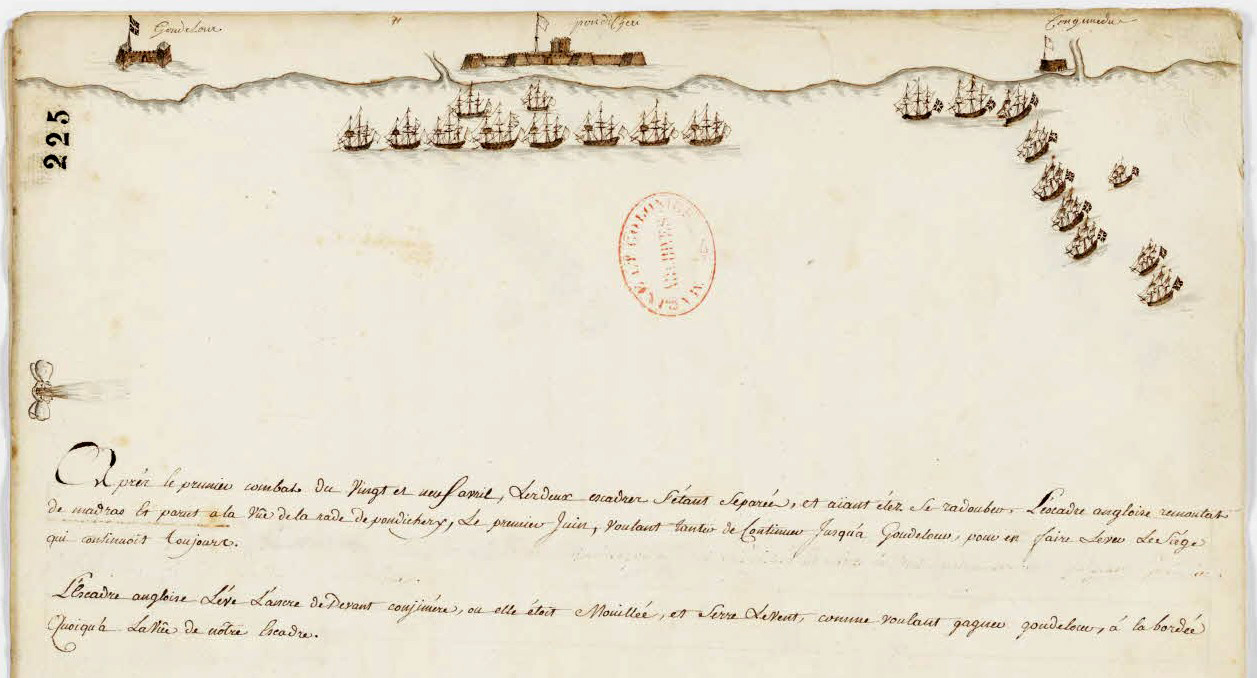
Représentations des positions des escadres des navires français et anglais devant Pondichéry, accompagnant le Journal de la première expédition [du comte d’Aché] jusqu’au retour de l’escadre à l’île de France

La prospérité commerciale de la ville se poursuit plus que jamais après la guerre. Dupleix, qui dirige la ville depuis 1742, profite de l'éclatement de l'empire Mogol pour étendre l'influence française dans le Sud de l'Inde. Il met au service des princes indiens qui cherchent l'alliance française les redoutables troupes de cipayes bien commandées par son adjoint Charles Joseph Patissier de Bussy-Castelnau. Il se heurte aux Anglais qui sentent leurs positions menacées et soutiennent eux aussi de leurs côtés des princes indiens rivaux. Il s'ensuit une guerre non déclarée qui mobilise de plus en plus de moyens, au point que la Compagnie des Indes, déjà ébranlée par les dépenses du conflit précédent, finit par être déficitaire. Les actionnaires de cette dernière, soucieux de leurs intérêts commerciaux, décident de désavouer Dupleix et de le rappeler en France à la faveur d'un échec militaire sans grande conséquence face à la compagnie anglaise. Dupleix quitte ainsi l'Inde le 14 octobre 1754 emportant avec lui ses rêves d'une Inde française. Son remplaçant, Charles Godeheu (gouverneur par intérim en 1754), est chargé de traiter avec les Britanniques. Le 26 décembre 1754, il signe avec eux un traité par lequel il abandonne les conquêtes de Dupleix, ce qui est conforme à la vision purement commerciale de la compagnie, mais qui laisse le champ libre aux Anglais qui étendent leur influence en Inde à la place des Français.
En 1756, la guerre de Sept Ans éclate. Le commandement est confié à Lally-Tollendal qui quitte la France en 1757 avec l'escadre d'Anne Antoine d'Aché et 4 000 hommes de troupe. D'Aché repousse une tentative d'interception (29 avril 1758) de l'escadre de Pocock et débarque les renforts. Lally commence par remporter quelques victoires prometteuses avec la prise du port Anglais de Gondelour, du fort Saint-David au sud de Pondichéry, et enfin de la ville d'Arcate. D'Aché livre un deuxième combat au large de Négapatam (3 août 1758) à Pocock qui est tenu en échec, mais se retire à l'approche de la mousson d'hiver alors que l'escadre anglaise reste au large des côtes indiennes.
Privées de soutien naval, les forces de Lally échouent à prendre Madras (février 1759) alors que les Anglais reçoivent des renforts et passent à l'offensive sur terre. La division s'installe aussi dans le camp français, ce qui paralyse toute action. Mésentente à laquelle s'ajoute encore une fois le soutien insuffisant de la Marine. Le 10 septembre 1759, d'Aché qui revient d'Isle de France avec des renforts, livre un nouveau combat victorieux contre Pocock, mais à peine a-t-il mouillé devant Pondichéry qu'il s'empresse de rentrer sur les Mascareignes. Les eaux indiennes étant abandonnées à la Royal Navy, le sort de la ville (et des autres établissements français de l'Inde) est scellé. En mars 1760, les Anglais engagent le siège par terre et par mer avec 16 vaisseaux et 15 000 hommes. Lally-Tollendal résiste près d'un an avant de capituler, à bout de ressource le 16 janvier 1761,. Les Anglais jalousaient cette ville qui les avait fait trembler : Pondichéry sera ravagée de fond en comble par le gouverneur Pigot.

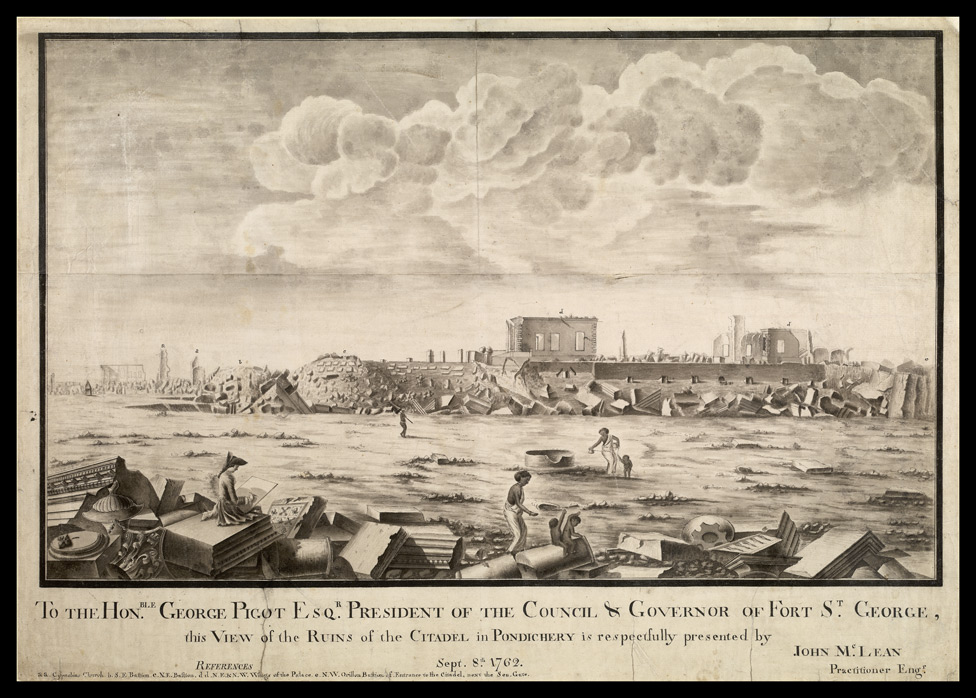
Les ruines de Pondichéry après la destruction de la ville par Lord Pigot en 1761.

La France ne récupère son comptoir qu'en 1765, après la signature du traité de Paris. La ville, qui n'est plus que l'ombre d'elle-même, se relève très lentement. En 1778, lorsque la guerre reprend entre la France et l'Angleterre (guerre d'indépendance américaine), les fortifications ne sont pas encore totalement reconstruites. Le 10 août 1778, la petite escadre de Tronjoly livre un combat indécis aux forces d’Edward Vernon puis se replie — comme lors du conflit précédent — sur l’Isle de France, laissant de facto la victoire aux Anglais. Privée de soutien naval, Pondichéry est contrainte à la capitulation (17 octobre), malgré la défense énergique du régiment de Pondichéry placé sous les ordres du gouverneur de Bellecombe.

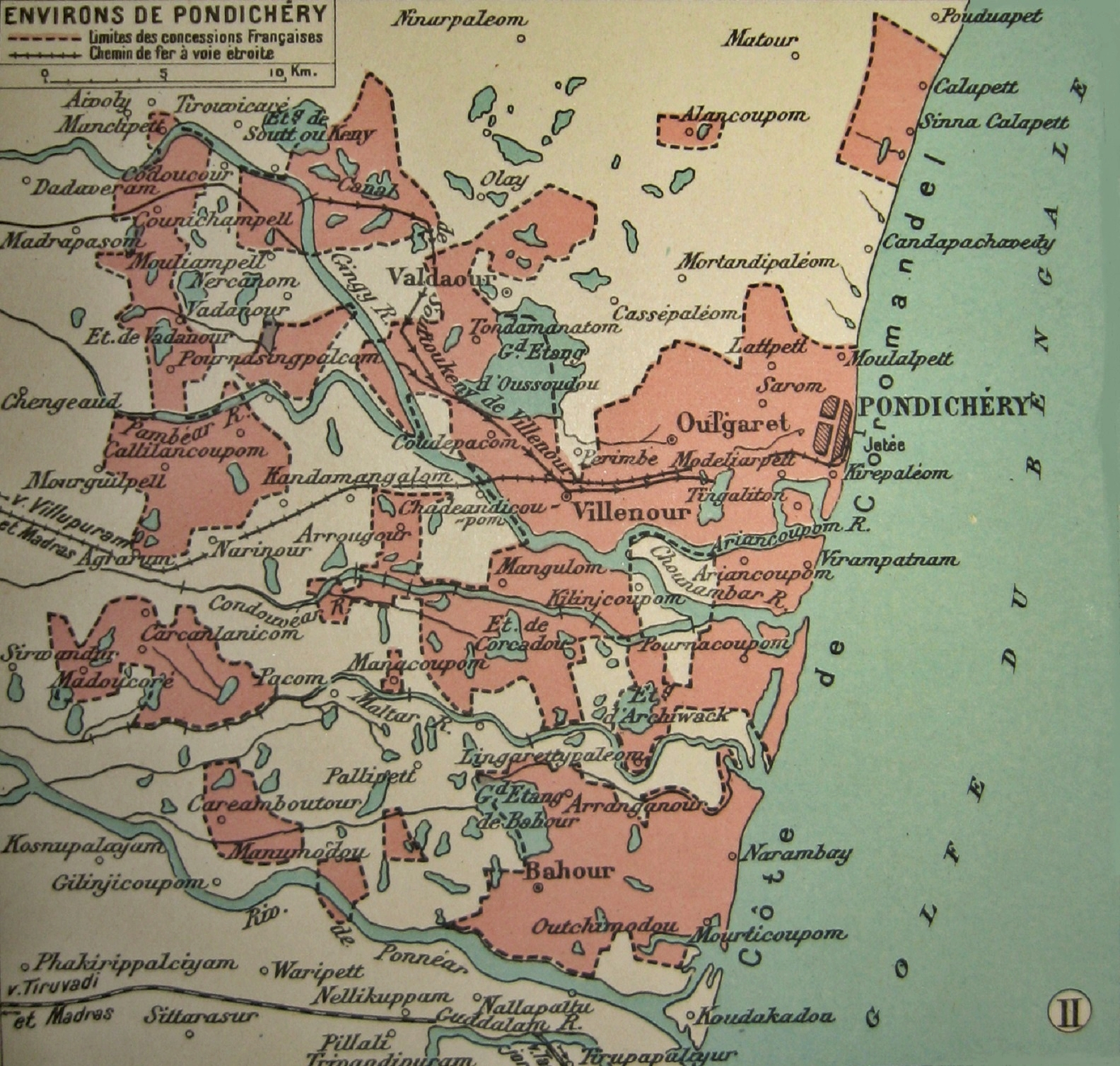
Le territoire de Pondichéry après 1816.

La ville est pillée une nouvelle fois puis est abandonnée par les forces anglaises en 1781. En 1782, l'escadre de Suffren ne s'y attarde pas et préfère débarquer ses troupes plus au sud, à Porto Novo. Le chevalier Huet de Froberville, membre de l'escadre de Suffren, en fait une triste description : Pondichéry « n’est plus maintenant qu’un bourg informe qui présente au milieu d’un tas de ruines quelques maisons éparses çà et là, qui sont encore le signe de son ancienne splendeur. Les fortifications sont détruites. Le gouvernement, l’intendance, quelques hôtels appartenant aux plus riches particuliers, sont toutes abandonnées, et ne sont plus l’asile que de misérables pêcheurs. »

##### Les dernières heures de Pondichéry sous l'Ancien Régime
En 1792, Venant de Durfort, fils du comte de Civrac est nommé gouverneur de Pondichéry. Ce poste lui est sans doute dévolu grâce à son oncle Emmanuel-Félicité duc de Duras, qui avait été nommé président de la compagnie des Indes françaises en 1788. Venant de Durfort qui avait fait une brillante carrière militaire en Europe, fit preuve d'une grande énergie pour contrer les nouvelles idées qui nuisaient à la paix et à la prospérité commerciale de Pondichéry. Il s'efforça de maintenir les relations commerciales avec les autres puissances européennes présentes dans la région. Son affinité britannique était notamment entretenue par sa femme irlandaise, Catherine Browne de Kilmor. Le gouverneur Durfort meurt en juillet 1792 et est enterré à Notre-Dame des Anges.
Après une troisième occupation anglaise en 1793-1814 (pendant les guerres révolutionnaires et napoléoniennes), les Français en récupèrent le contrôle total seulement en 1816, sans jamais cependant y retrouver la gloire de jadis, avec interdiction d'y posséder fortification et garnison (police seule autorisée).

##### Pondichéry auXIXesiècle
Au XIXe siècle, la ville apparaît comme une enclave française dans un pays désormais presque entièrement dominé par les Britanniques.

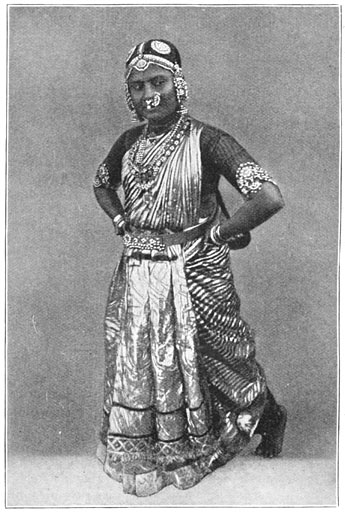
Femme apprêtée (1906).

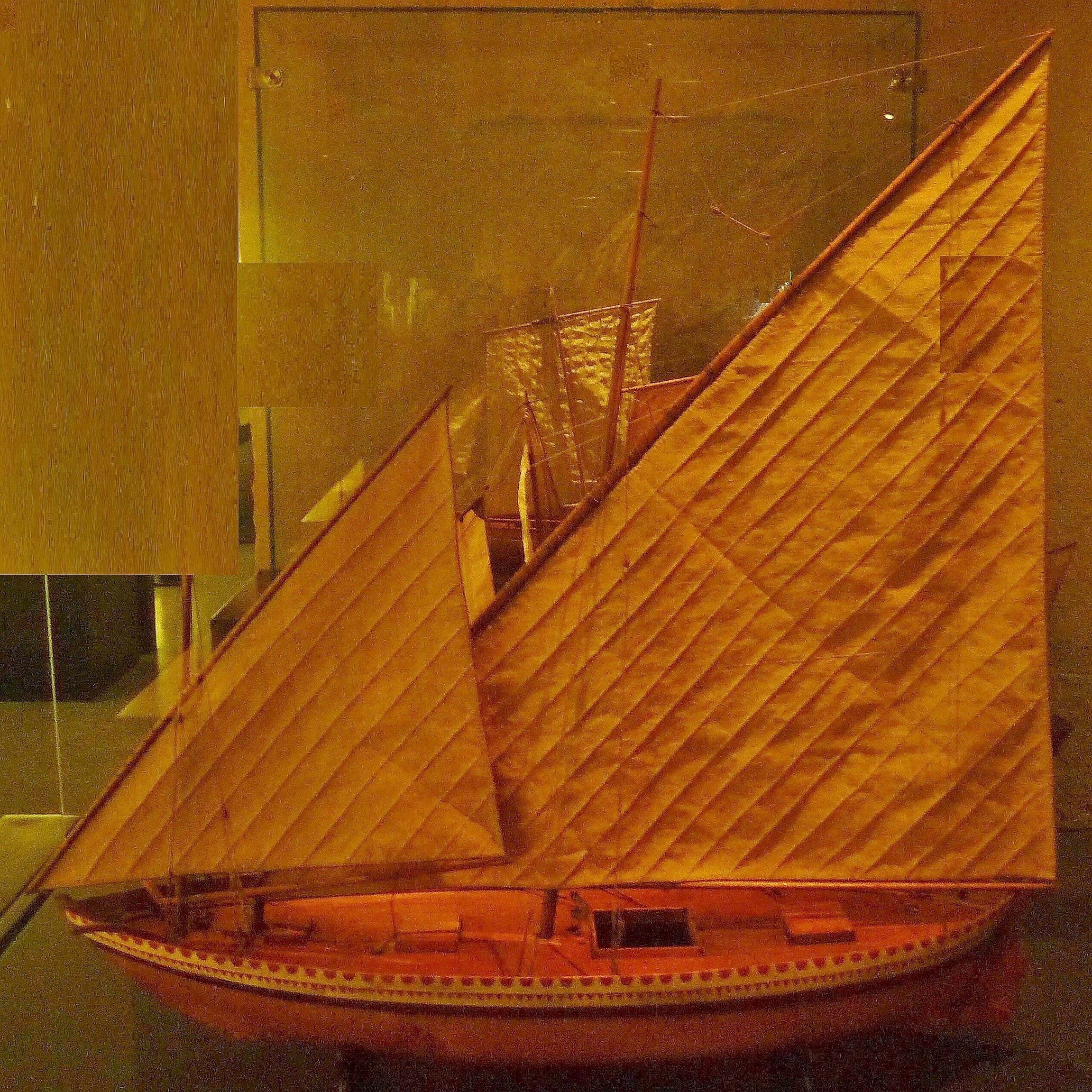
Caboteur de Pondichéry (maquette d'après un bateau de 1830).

Elle n'a plus d'importance militaire, mais connaît un bon développement économique. En 1848, tous les habitants des comptoirs sont déclarés citoyens français, à la faveur de la Révolution de 1848 et de l'abolition de l'esclavage. Pondichéry et ses consœurs sont donc représentées au Parlement français sous la IIIe République.

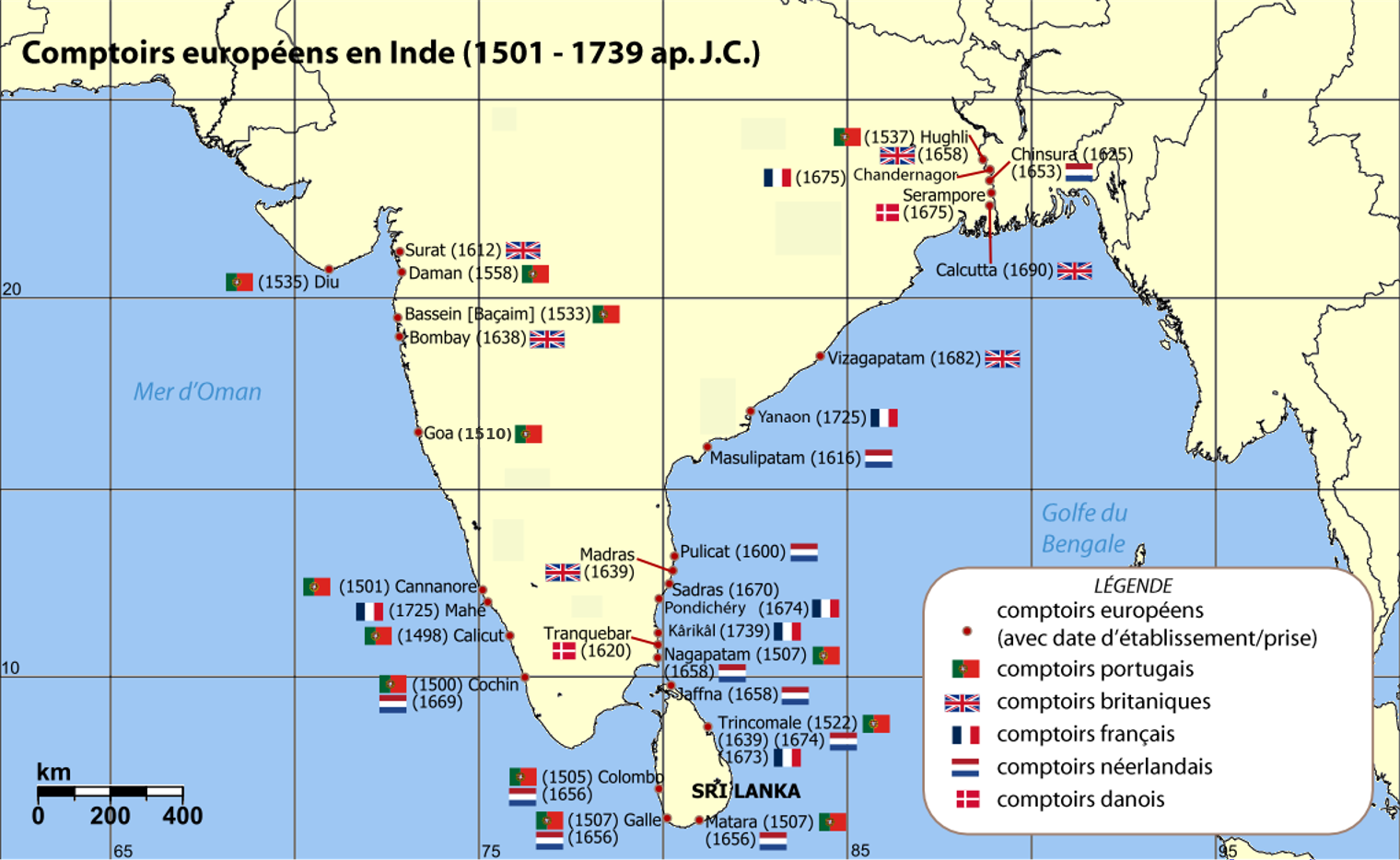
Carte de l'Inde avec tous les comptoirs européens vers 1740, permettant de situer Pondichéry par rapport aux comptoirs rivaux.
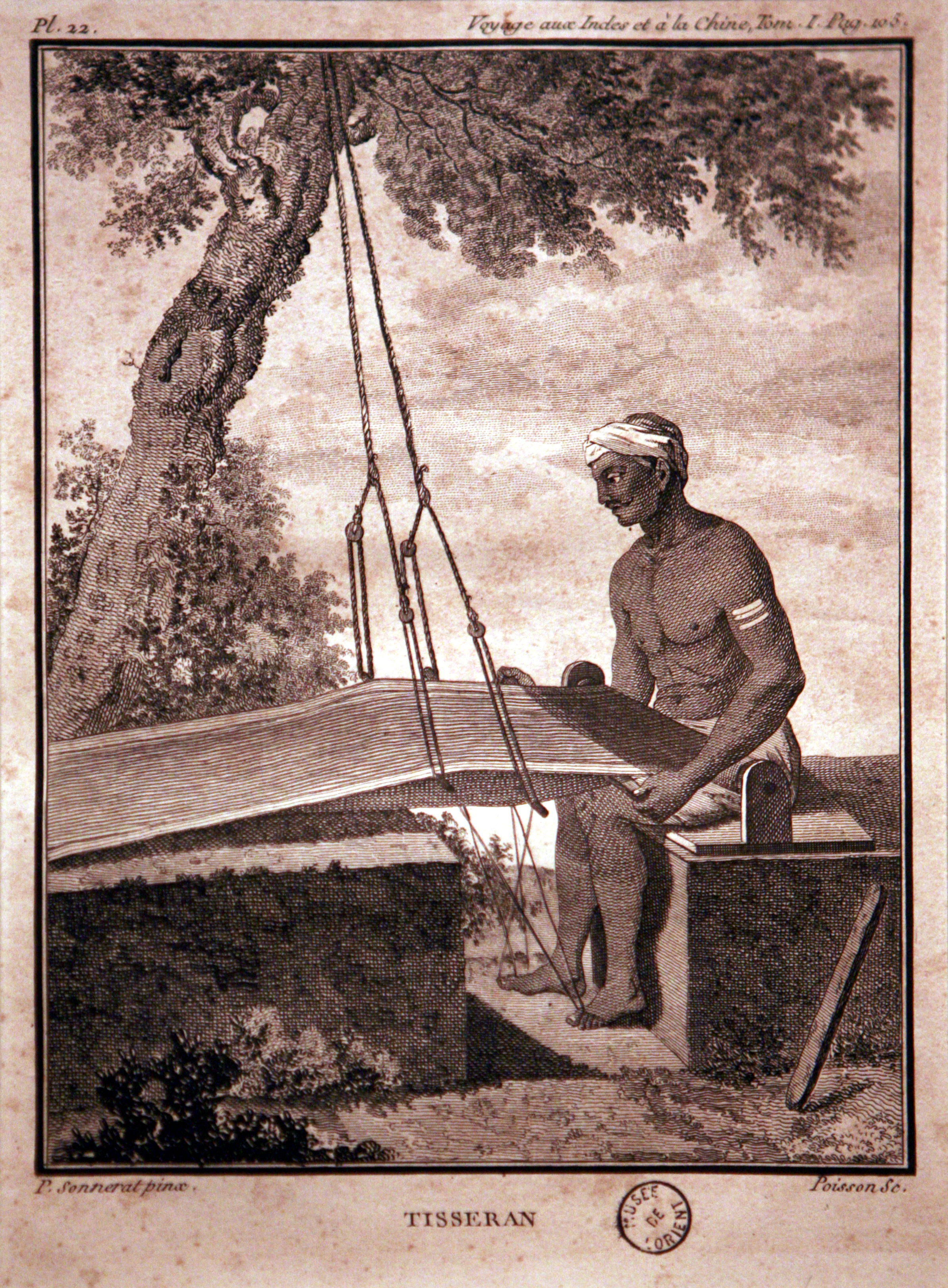
Tisserand indien. Le commerce des "cotonnades" vers l'Europe est un pilier essentiel de la prospérité de Pondichéry au XVIIIe siècle.
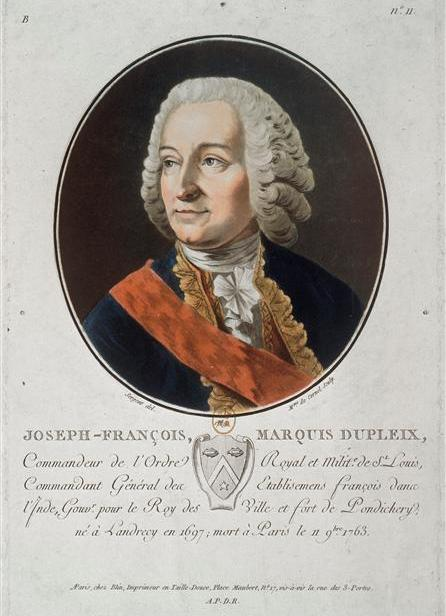
Joseph François Dupleix porte la puissance et l'influence de Pondichéry à son apogée, au début des années 1750.
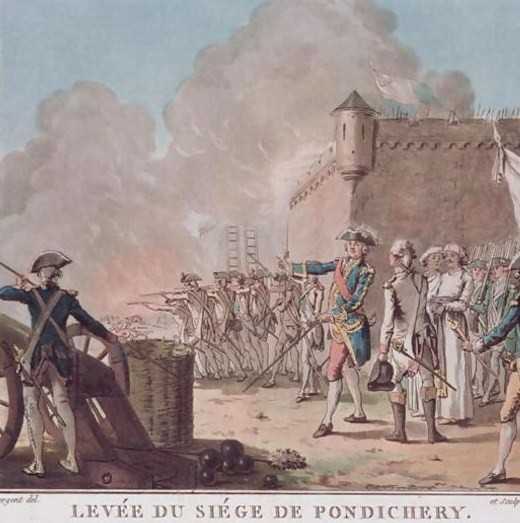
En 1748 Dupleix repousse un premier siège anglais sur Pondichéry après s'être emparé de Madras, la rivale anglaise.
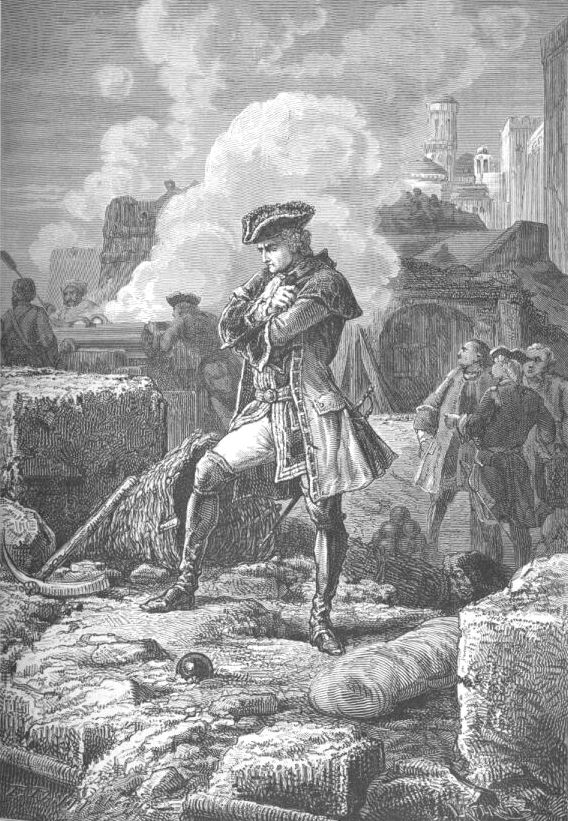
Lally-Tollendal, ultime défenseur de Pondichéry, pendant le siège de 1760-61, vu par un illustrateur du XIXe siècle.
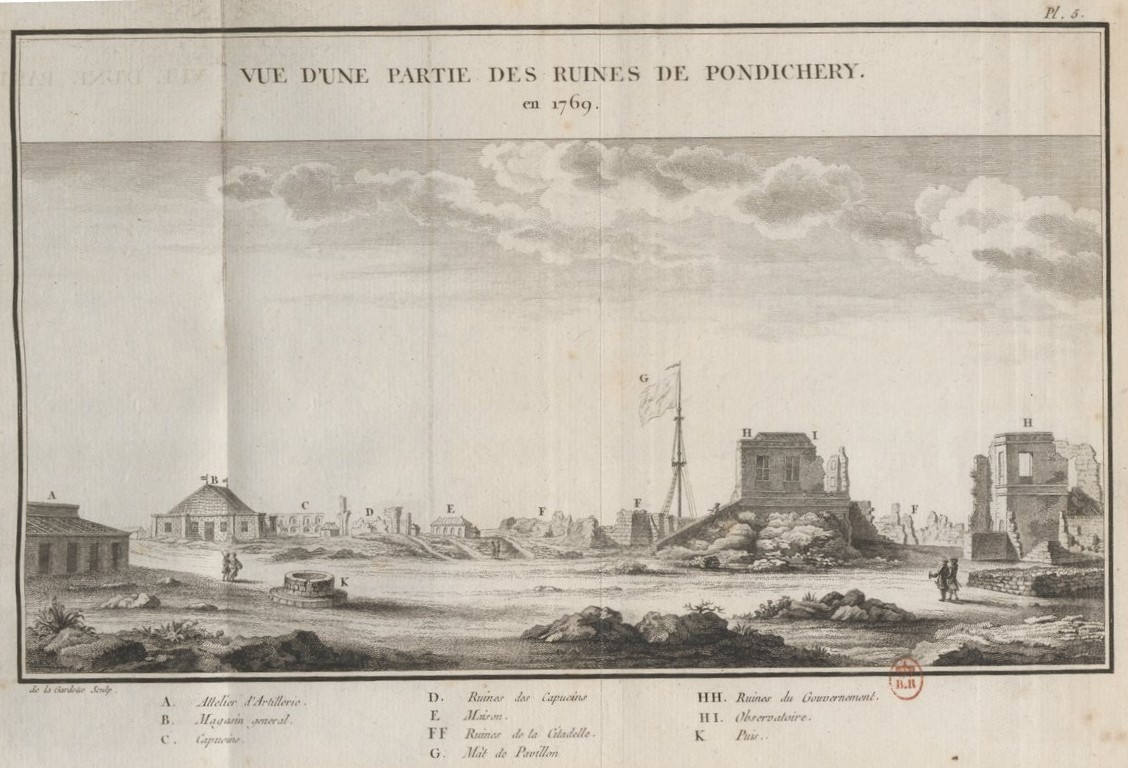
Pondichéry est ravagée de fond en comble par les Anglais après sa reddition en 1761. Elle va mettre des dizaines d'années à s'en remettre.
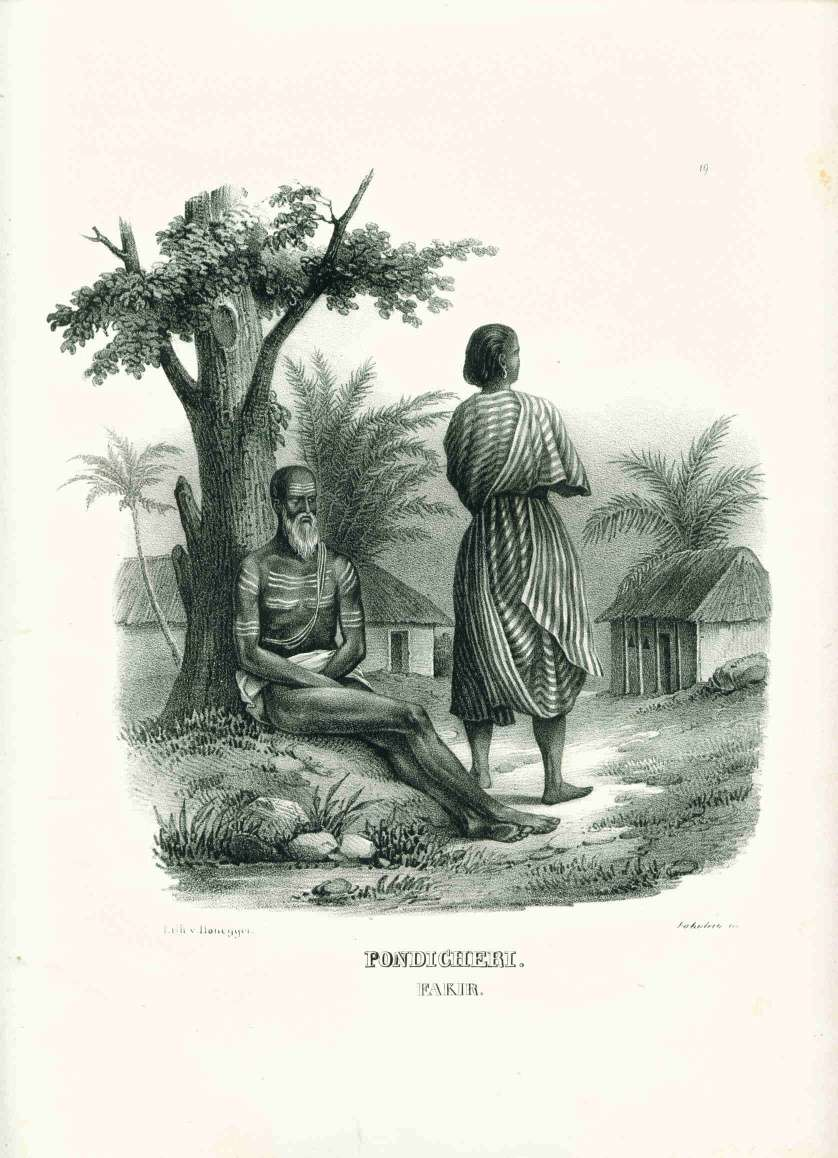
Fakir à Pondichéry, v. 1870

La source principale de profit des négociants français, à partir de 1848, réside dans le grand commerce d’exportation vers la France et le transport à la Réunion, aux Antilles et en Guyane, de travailleurs indiens sous contrat, les coolies. Certaines maisons européennes, Amalric, Decolons, Jules Bédier-Prairie, négocient les matières premières d’Inde en Inde, mais il est surtout effectué par des Indiens. Ce commerce d’Inde en Inde est dopé par législations douanières libérales adoptées entre 1846 et 1862 par l’Angleterre et la France, pour encourager leurs flottes marchandes en pleine expansion. Quelques mois après le traité franco-britannique, la chambre de commerce et d’agriculture de Pondichéry demande le 3 mai 1860 que « les diminutions de taxes d’entrée soient accordées pour les sucres, cafés de toutes sortes, poivres, cotons et huiles » embarqués à destination de la France. Le décret du 6 octobre 1862 comble ses vœux. Hormis les sucres, mélasses, cafés et cacaos, les produits importés par navires français des possessions françaises d’outre-mer, autres que le Sénégal et l’Algérie, sont admis en métropole en franchise de droits. Puis, la loi du 19 mai 1866 supprime les surtaxes des marchandises importées par navires étrangers.
Malgré la dépression mondiale de 1873, le commerce d’Inde en Inde assure plus de la moitié du trafic de Pondichéry entre 1870 et 1880. Le comptoir français, à qui la libéralisation des tarifs anglais a rendu un arrière-pays, trouve désormais un libre débouché en France pour les denrées orientales convergeant par cabotage vers ses entrepôts. Le commerce entre les ports de l’océan Indien et Pondichéry passe de 4,1 millions de francs en 1842 à 9,4 millions en 1872 et 11 millions dix ans plus tard. La part de Maurice et de la Réunion revient de 44 % à 22 %, celle de l’Inde anglaise à 78 %, dont 26 % pour la seule île de Ceylan.

#### Décolonisation (1946-1956)
En juillet 1940, les comptoirs se rallient au général de Gaulle, mais doivent accepter d'être intégrés dans une union douanière avec l'Inde britannique. Alors que l'Inde se prépare à l'indépendance, les comptoirs français, peuplés d'environ 300 000 habitants, deviennent le 27 octobre 1946 un territoire d'outre-mer avec un statut particulier, représentés par un député et deux conseillers de la République. La nouvelle assemblée représentative locale ne tarde pas à s'élever contre les fonctionnaires métropolitains et à demander la fusion avec l'Inde nationale. De son côté, l'Union indienne, indépendante depuis le 15 août 1947, réclame le retour des comptoirs coloniaux français, rejetant leur transformation en ville libre.

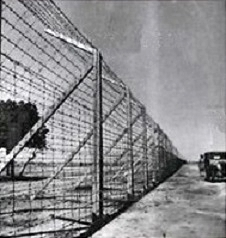
Double clôture de fil barbelé érigée autour des enclaves par les autorités indiennes (1954).

Les relations avec la France se tendent encore lorsque le ministre chargé du dossier, Marius Moutet, déclare que les « établissements de l'Inde sont partie intégrante de la République et l'on ne peut admettre, même à échéance très lointaine, l'éventualité d'un rattachement avec l'Inde ». La France, déjà empêtrée dans une guerre en Indochine, ne peut se permettre une crise majeure avec l'Inde, ce qui pousse le ministre des affaires étrangères, Georges Bidault, sensible selon ses dires au « mouvement général des choses » ou à « la révolte générale de l'Asie », de faire prévaloir la négociation. Le 28 juin 1948, la France s'engage à donner les comptoirs à l'Inde par la procédure d'un référendum dans chacun d'entre eux. Chandernagor, située dans la banlieue de Calcutta, organise immédiatement celui-ci, ce qui aboutit à la cession de la ville à l'Inde dès août 1949. La situation est plus compliquée dans les autres comptoirs, car le gouvernement indien met en place un blocus douanier et policier qui interdit toute relation entre eux. Le gouvernement indien durcit encore sa position en exigeant la cession pure et simple, ce que le gouvernement français refuse par crainte d'un effet de contamination sur l'Indochine. Le blocage dure de 1952 à 1954 alors que la situation se dégrade, puisque le parti socialiste local se transforme, sur le modèle de son grand voisin, en Congrès de la libération et constitue un gouvernement provisoire de l'Inde française libérée. Les nationalistes indiens « libèrent » Yanaon le 13 juin 1954 et Mahé le 16 juillet alors que Pondichéry « résiste » encore grâce à l'envoi par le gouvernement Laniel de 50 gardes mobiles, ce qui provoque une très vive protestation de l'Inde.

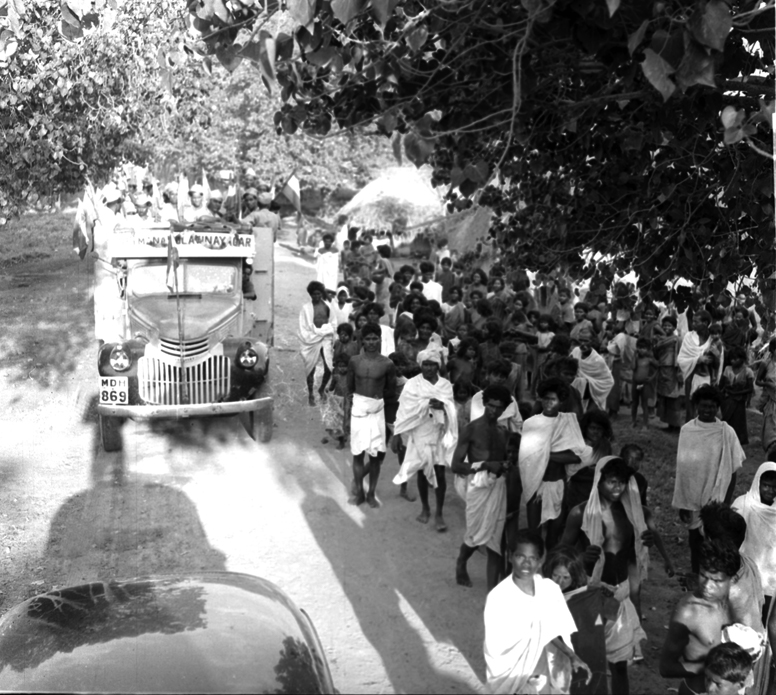
Activistes pro-rattachement circulant dans les territoires français (1954).

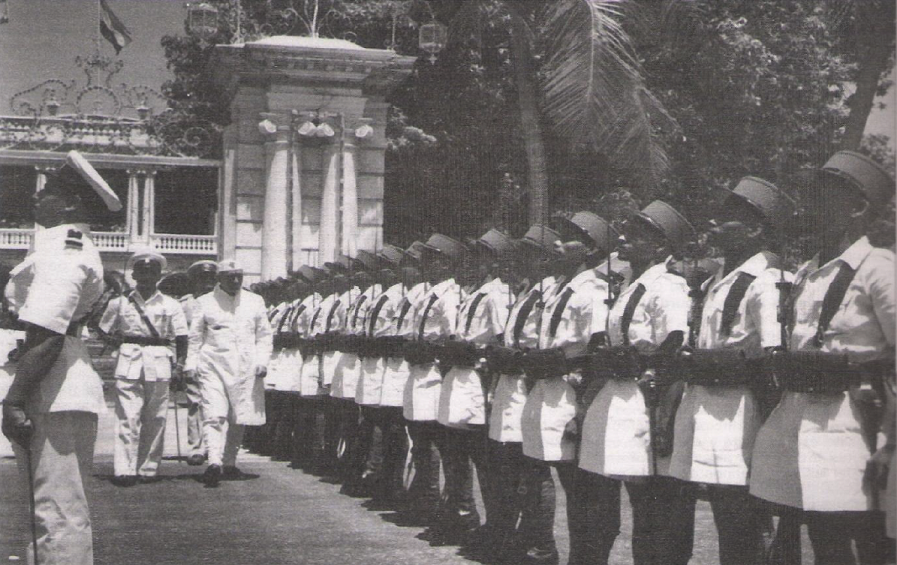
Le premier ministre Nehru en visite à Pondichéry quelques mois après le transfert de facto

Le nouveau gouvernement français de Pierre Mendès France, après avoir songé à un transfert de facto, tente de sauver la face : le référendum rejeté par l'Inde est remplacé par une consultation des conseillers municipaux, qui votent le rattachement à l'Inde par 170 voix contre 8. Vote complété par un accord franco-indien, non publié au Journal Officiel, qui prévoit la prise en charge de l'administration des comptoirs par le gouvernement indien. Il est suivi d'un traité signé le 28 mai 1956 qui entérine la cession de souveraineté. Le gouvernement du général de Gaulle (revenu au pouvoir en 1958) fait patienter l'Inde jusqu'à la fin de la guerre d'Algérie pour faire ratifier le traité par le Parlement (août 1962, transfert de jure). Les habitants des comptoirs obtiennent alors la nationalité indienne et perdent la française mais peuvent, pendant une période de six mois, opter pour conserver la nationalité française.

## Administration
En 1880, un décret découpe les comptoirs français en Inde en communes, dont celle de Pondichéry. Cette administration est maintenue par le traité de 1954 qui transfère les Établissements français à l'Inde.
En 1973, le gouvernement du territoire adopte le Municipalities Act qui permet la création de municipalités pour les localités les plus importantes, conformément à la pratique dans d'autres États. La même année, les communes de Pondichéry et Mudaliyarpettai sont fusionnées en une unique municipalité.
Aujourd'hui, la municipalité de Pondichéry est gérée par un conseil municipal composé, :
- de 42 membres élus tous les cinq ans au suffrage universel direct ;
- des députés à l'Assemblée législative et à la Lok Sabha élus sur le territoire de la municipalité ;
- du membre de la Rajya Sabha de Pondichéry s'il est inscrit sur les listes électorales de la municipalité.

Une partie des sièges sont réservés aux castes répertoriées en fonction de leur proportion dans la population. Un tiers des sièges sont réservés aux femmes.
La fonction de maire a été remplacée par celle de président du conseil municipal. Il est élu au suffrage direct. Un vice-président est élu par le conseil parmi ses membres. Toutefois, l'essentiel du pouvoir exécutif est exercé par un commissaire municipal nommé par le gouvernement du territoire.

## Transports

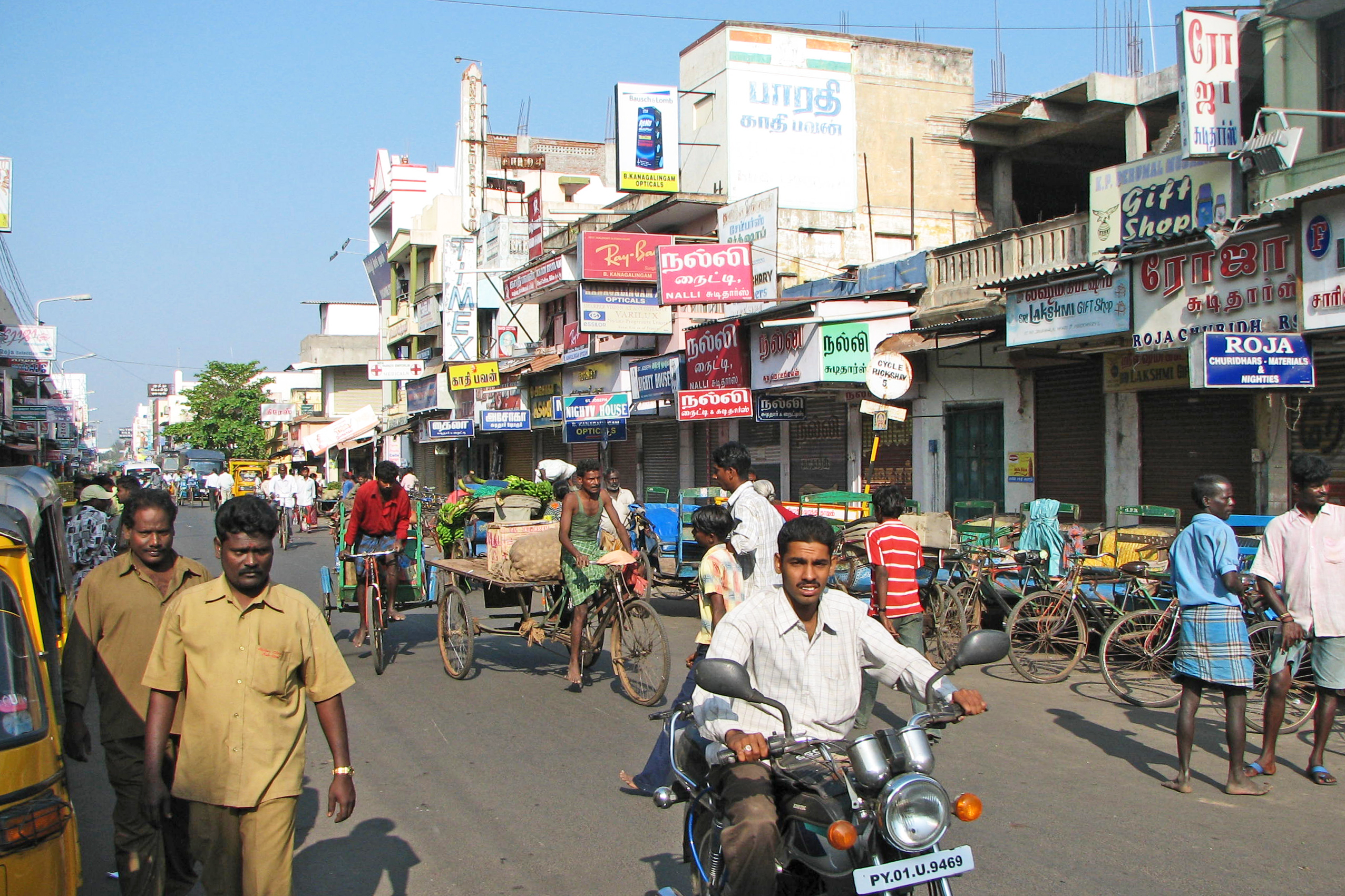
Une rue de Pondichéry

Pondichéry est relié à Chennai via Mahabalipuram par la NH 32 ou East Coast Road qui longe la côte de Coromandel.
La Puducherry Road Transport Corporation gère le service d'autobus au sein du territoire. Pondichéry est également desservi par la Tamil Nadu State Transport Corporation.
La gare de Pondichéry fait partie de la zone Sud des Chemins de fer indiens.
La ville est en outre desservie par l'aéroport de Pondichéry situé à Lawspet, mais les vols y sont irréguliers.

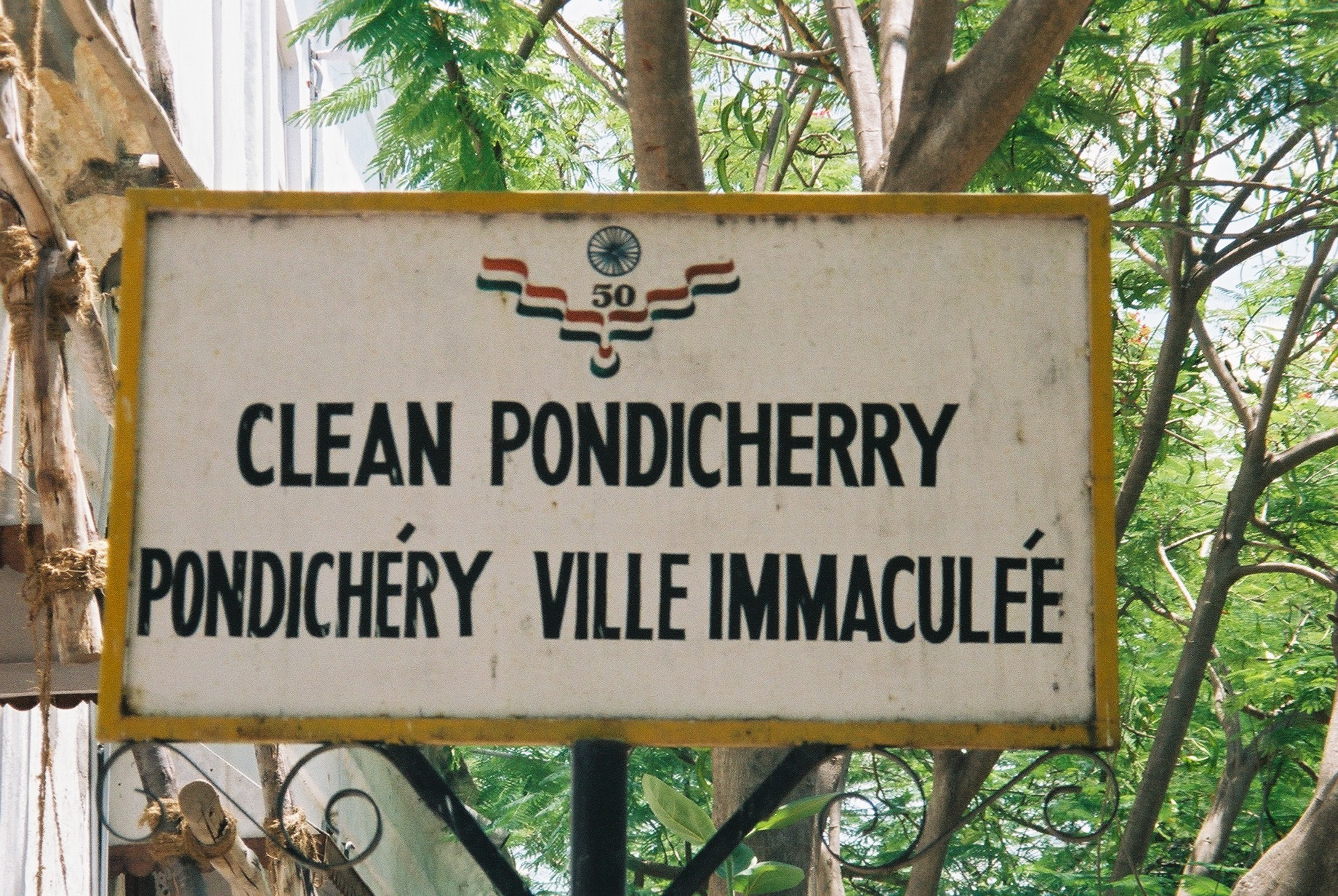
Panneau bilingue écrit en français à Pondichéry.

## Cultures et patrimoines

### Langues
Les langues les plus parlées à Pondichéry sont le tamoul, le télougou, le malayalam, l'anglais et le français[réf. souhaitée].

#### Cas du français
Contrairement à la situation qui a prévalu dans les autres vieilles colonies dans les Antilles et l'océan Indien, la langue française n'a jamais réussi à s'implanter à Pondichéry et dans les autres comptoirs de l'Inde française, en raison notamment de la fragmentation territoriale des comptoirs, de la domination écrasante des langues locales, en particulier le tamoul, et de l'influence de l'anglais qui débordait de l'Inde britannique sur les possessions françaises. Un gouverneur constatait en 1878 que 99 % de la population des établissements ne parlait pas français. Les visiteurs s'étonnaient qu'à Pondichéry les employés indiens, les agents de police et beaucoup d'élus ne parlaient pas un mot de français. En 1942, l'inspecteur académique Paul Josselin déclarait que « notre action culturelle n'a pas laissé plus de traces dans la population de l'Inde française que le vent qui ride la surface de l'eau ».
Le français enseigné dans les écoles de Poudouchéry est également celui des livres et des manuels. Cependant, les possibilités de rencontrer de vrais francophones se limitent probablement à des touristes français en visite dans le territoire. En effet, outre les ressortissants français, les vrais « francophones » (plutôt « francophiles ») de Pondichéry semblent être les quelque 1 400 élèves du lycée français (le plus important des huit établissements du sous-continent indien) et les 400 élèves de l'école de l'Ashram. Ces deux établissements offrent des cours de français dans l'enseignement, la centaine d'étudiants des établissements indiens, du secondaire au supérieur, qui apprennent le français comme langue étrangère, les 600 étudiants de l'Alliance française et un petit millier de personnes; enfin, des anciens fonctionnaires de l'administration coloniale, des enseignants de français ou des membres de l'Ashram. En tant que langue étrangère, le français conserve encore un rôle appréciable. À l'école, le français bénéficie d'une situation unique dans la mesure où, l'anglais étant la langue normale d'enseignement, il reste la seule langue étrangère.

### Architecture et urbanisme
Pondichéry possède une architecture unique, héritée du mélange des identités qui se sont succédé dans ses murs et de son passé colonial. On arrive à distinguer deux types d'architectures différentes : française, et tamoule, surtout présentes dans la vieille ville déclarée zone sauvegardée par le gouvernement de Pondichéry. La cathédrale de l'Immaculée-Conception de Pondichéry, construite entre 1770 et 1791, est un exemple remarquable de l'architecture baroque en Inde.
On estime ainsi que 80 % des demeures historiques ont été détruites, dont de nombreux bâtiments publics, comme l'ancienne mairie qui s'est écroulée en 2014. En réaction, le gouvernement indien tend à accorder plus d'attention à la sauvegarde du patrimoine bâti, et un réel effort a été entrepris pour éviter l'altération des monuments et habitations à caractère architectural intéressant. Par ailleurs, un vaste programme de réhabilitation de la ville, nommé Smart City (« Ville intelligente »), a récemment été lancé par les gouvernements indien et français pour moderniser les infrastructures et le patrimoine architectural. Un des enjeux de cette démarche est aussi de développer le tourisme à Pondichéry.

#### François Martin

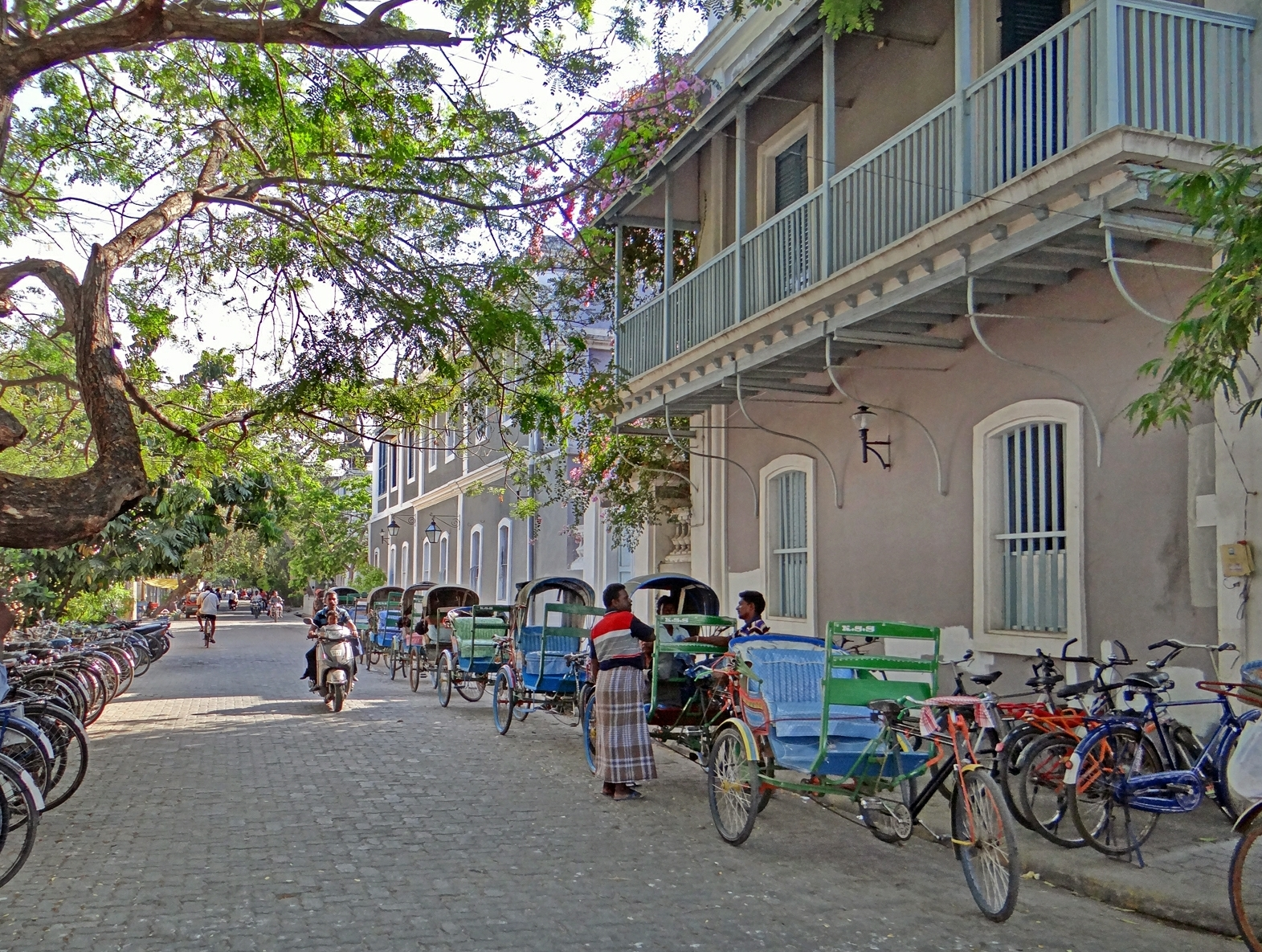
Rue François-Martin.

En 1673, la place occupée par les Danois est libre, et Bellanger de l'Espinay s'en empare et laisse sur place François Martin ainsi qu'une soixantaine d'autres personnes qui établissent la « communauté française de Pondichéry », futur noyau de la ville. Une quarantaine de maisons sont construites, uniquement faites de roseaux et de toits en chaume. Il faut attendre 1683 pour que le Saint-d'Assise vienne et reparte et que l'on puisse considérer qu'une réelle liaison commerciale se créée. Boureau-Deslandes rapporte que la maison de la compagnie française comprend : « un grand enclos à une portée de mousquet de la mer dans lequel on n'a pas fait jusqu'à présent grand bâtiment à cause du peu de négoce qu'on y fait ». Deux bastions armés de huit canons semblent aussi être présents pour la défense.
François Martin a l'idée de fortifier la place et fait construire le premier fort en briques recouvertes de chaux. Celui-ci possède une chapelle intérieure et est le centre de Pondichéry malgré son manque de solidité évident face à une armée européenne. Une première rue se créée, la rue des Français (actuelle rue Dumas) avec au sud le magasin de la compagnie des Indes.

En 1704 François Martin et Noyon construisent un nouveau fort en s'inspirant du fort en étoile à la Vauban de forme pentagonale à cinq bastions, tandis que dans le sud-est de la ville l'église Saint-Lazare, réservée aux futurs indigènes convertis, est créée. C'est aussi dans le sud-est que le quartier Saint-Laurent commence à se construire. Il devient le premier quartier européen de la ville.

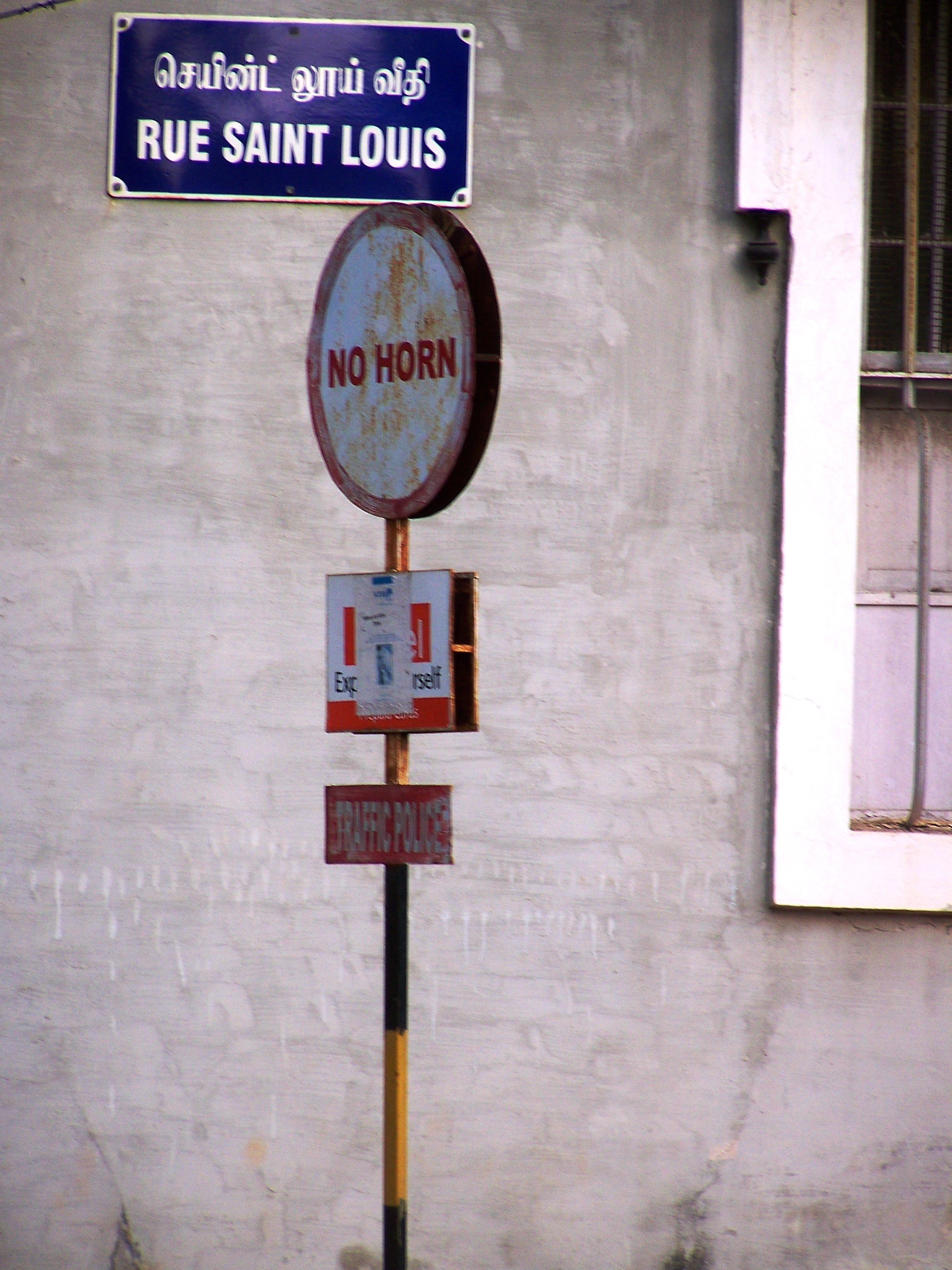
Plaque de rue bilingue tamoul-français à Pondichéry.

#### Premiers quartiers
À la suite de l'accroissement de la population et des habitations, on trace la rue des Capucins ainsi que la rue du Pavillon (actuelles rues Romain Rolland et Suffren) parallèlement à la rue des Français.
François Martin fait ensuite construire un palais pour le gouverneur, un bazar et divers commerces. Les habitations de ces rues sont modestes, d'une ou deux pièces pour la plupart à l'Italienne. Ce sont les prémices d'un style architectural qui va s'imposer : celui du style colonial ou créole à la française.
Du côté opposé à ce « quartier blanc », un « quartier noir » est déjà très étendu de l'autre côté des marais : il s'agit de la partie indienne de Pondichéry constituée de maisons à l'architecture dite tamoule. On construit à cet endroit l'église des Jésuites et celle des Missions étrangères. Un deuxième quartier noir va s'établir, au Sud-Ouest de la ville, constitué surtout d'ateliers de tissage ou de peinture sur toile, ainsi que des blanchisseries.
Sous la direction de François Martin, les remparts sont vite abandonnés au profit du développement intérieur. L'œuvre de Lenoir (1721-1735) sera de construire ces fortifications en briques, avec des bastions d'une hauteur de 7 mètres.

#### Évolutions sous Dumas

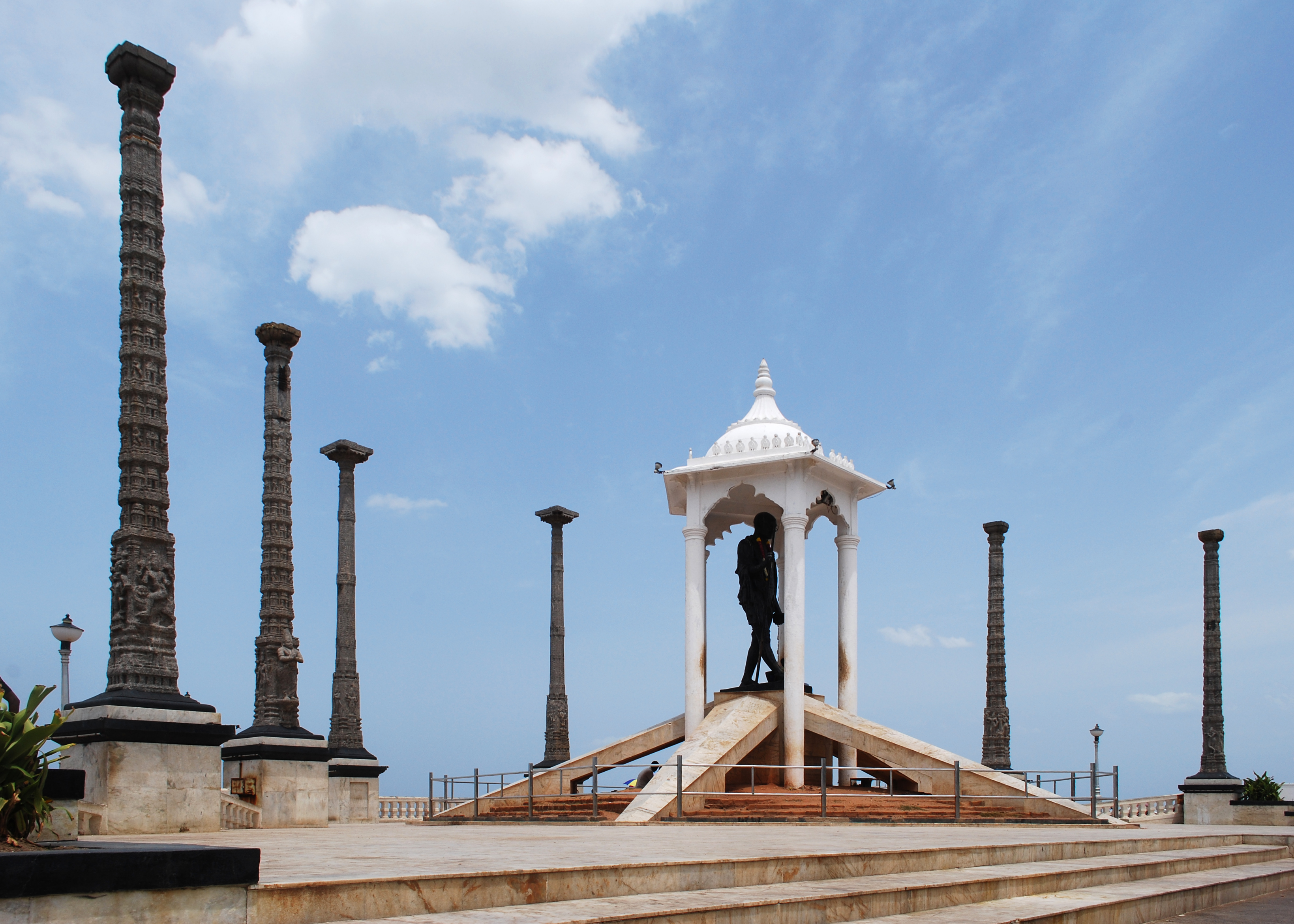
Statue de Gandhi.

Sous la gouvernance de Pierre-Benoît Dumas, deux nouvelles rues sont ouvertes, les actuelles rue Gandhi et Nehru, qui favorisent grandement les flux intérieurs des humains et des marchandises.
C'est aussi sous la gouvernance de Dumas que les habitations commencent réellement à afficher une mixité de construction tamoule et européenne. Par exemple, lorsqu'il est décidé de créer un premier étage à un logement, l'architecture européenne sera utilisée pour sa construction. La base du rez-de-chaussée reste tamoule avec parfois des décorations indo-sarrasines, témoignages d'un style architectural unique.

#### Aujourd’hui
On peut distinguer l'ancienne ville française de sa partie post-coloniale par le cadastre : plan hippodamien, signalisation bilingue français/tamoul, présence de trottoirs et de système d'évacuation des eaux usées. C'est aussi dans cette partie dite du « Quartier français » que l'immobilier est le plus cher avec de grandes villas de style colonial comprises dans le rectangle formé par les rues Belcombe (nord), de Bussy (sud), Gandhi (ouest) et l'avenue Goubert (est). Les grandes familles des castes dominantes naïdu (caste des érudits), chettiar (caste du monde des affaires) et brahmane (caste des religieux) de Pondichéry habitent au cœur de cette zone.
Le quartier est aussi la place de la plupart des réceptions mondaines et politiques ainsi que les ateliers des artistes : sculpteurs de marbre, peintres sur toile et sur soie, musiciens traditionnels (tabla, sitar, etc.).

#### Influence
À La Réunion, le riche planteur Henri Paulin Panon Desbassayns, qui a exercé comme officier à Pondichéry, a fait construire à la fin du XVIIIe siècle, plusieurs maisons par des ouvriers venant de la côte de Malabar. Leur architecture qui s'inspire de celle de la maison du gouverneur de Pondichéry, est qualifiée de style « pondichérien » ou « malabar ».

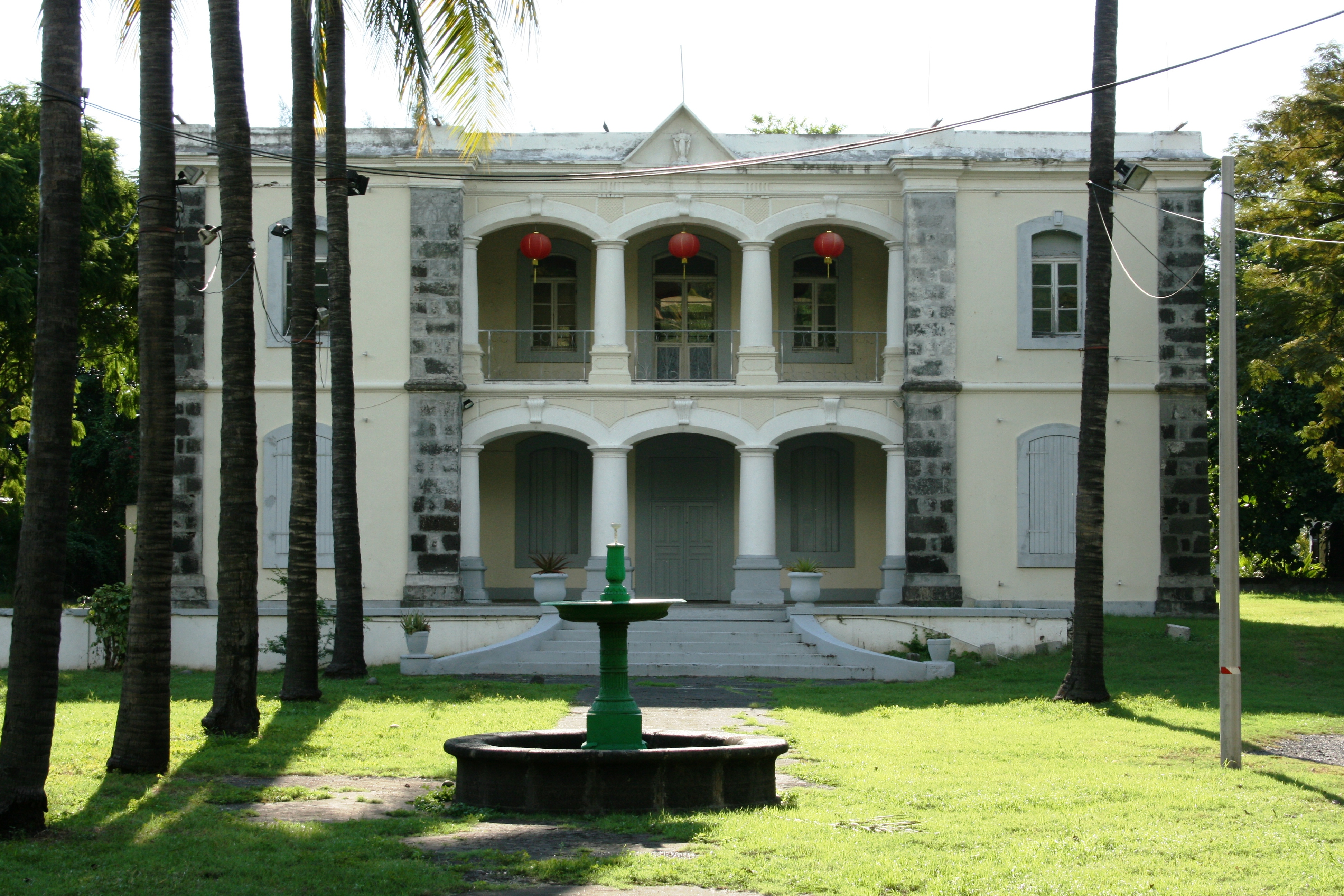
Maison Grand Cour à Saint-Paul de La Réunion.
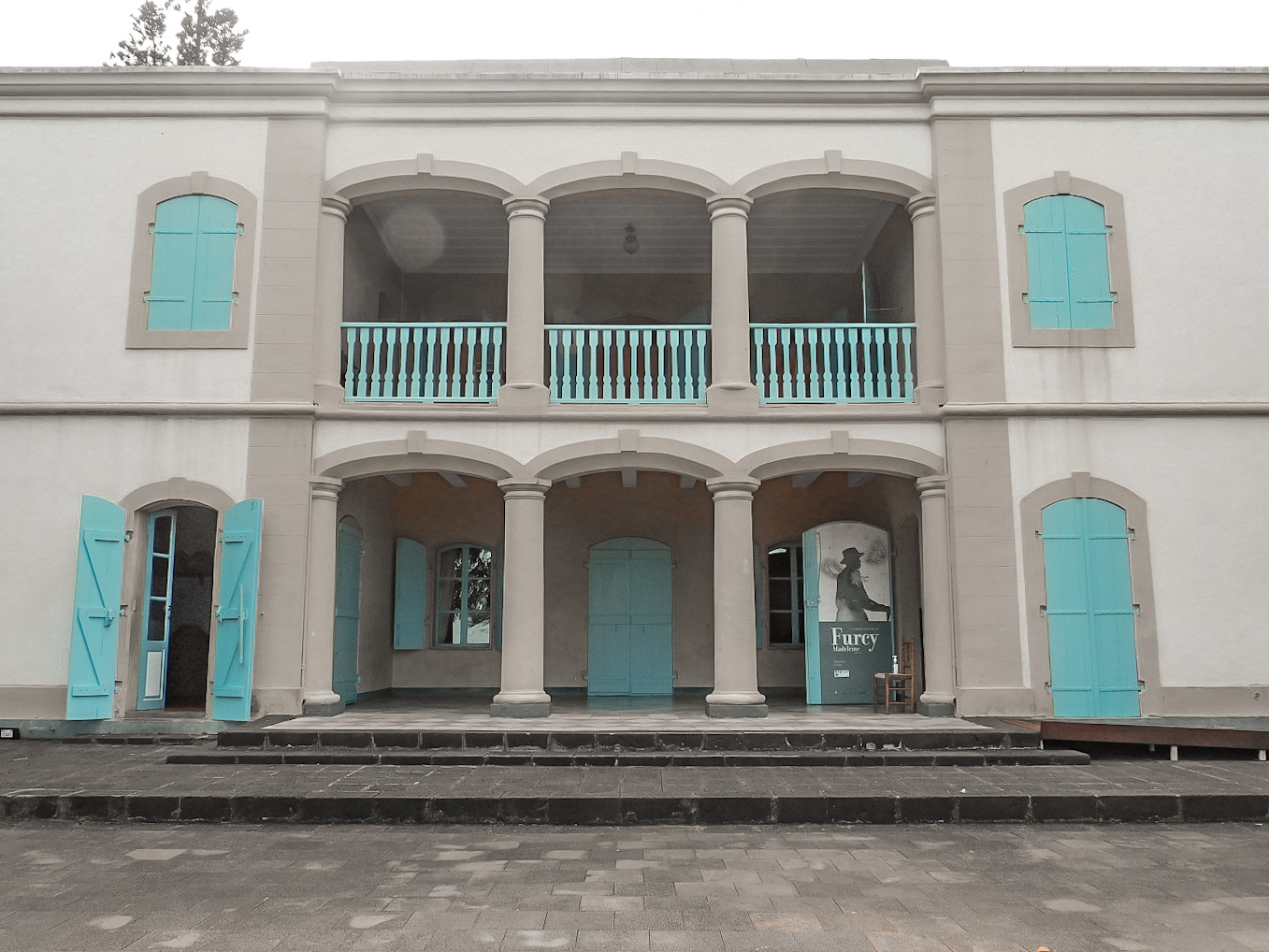
Maison des maîtres de l'habitation Desbassayns.

### Personnalités
- XVIIe-XVIIIe siècles
  - François Martin (1634-1706), premier gouverneur de Pondichéry de septembre 1699 à sa mort le 31 décembre 1706.
  - Gaston-Laurent Cœurdoux (1691-1779) prêtre jésuite français, indianiste et pionnier de linguistique comparée, mort à Pondichéry.
  - André-François Boureau-Deslandes (1690, Pondichéry - 11 avril 1757, Paris), scientifique et écrivain français
  - Bertrand-François Mahé de La Bourdonnais (1699-1753), administrateur au service de la Compagnie française des Indes orientales
  - Charles Claude Ange Monneron (1735-1799), commissaire-ordonnateur des établissements français de l'Inde
  - Jean-Jacques Duval d'Eprémesnil (1745-1794), magistrat et pamphlétaire français né à Pondichery
  - Benoît Mottet de La Fontaine, (1745-1820) commissaire-ordonnateur des établissements français de l'Inde, président du Conseil supérieur à Pondichéry sous la Restauration
  - Louis-François de Bausset né à Pondichéry en 1748 et mort à Paris en 1824, est un cardinal et homme de lettres français.
  - Jean-Baptiste Desmarres, officier chassé de Pondichéry en 1790, protecteur et promoteur du héros de la Révolution Joseph Bara.
  - Jacques Alexandre Law de Lauriston (1768-1828), général de Napoléon Bonaparte, fait maréchal de France en 1823 est né dans cette ville.
  - Louis François Binot (1771-1807), général de brigade sous le Premier Empire, fut gouverneur général de Pondichéry en 1803.
- XIXe – XXe siècles
  - Louis-Savinien Dupuis M.E.P. (1806-1874), fondateur d'une congrégation enseignante à Pondichéry et auteur du premier dictionnaire latin-français-tamoul
  - Léon Guerre (1834-1895), premier maire élu de Pondichéry
  - François Gaudart (1844-1923), industriel, conseiller privé du gouvernement de l'Inde française
  - Mirra Alfassa (1878-1973), dite « Mère » et Sri Aurobindo (1872-1950), sont les inspirateurs de la communauté internationale d'Auroville près de Pondichéry.
  - Philippe Barbier-Saint-Hilaire (1894-1969), disciple de Sri Aurobindo
  - Philippe-Achille Bédier de Prairie (1791-1865), gouverneur de Pondichéry (1851-1852)
- XXe-XXIe siècles
  - H. M. Cassime (en) (1900-1986), maire entre 1956 et 1961
  - Jean Filliozat (1906-1982), indianiste
  - Édouard Goubert (1894-1979), maire, député à l'Assemblée nationale française, premier ministre des anciens territoires français
  - Maurice Gaudart (1915-1970), leader du maintien de la France en Inde
  - Satprem (1923-2007), Ashram de Sri Aurobindo puis Auroville
  - Justice David Annoussamy (en) (1927), juge, sociologue[39]
  - François Gros (indianiste) (1933-2021)
  - Jacques Pouchepadass (1942-2021)[40],[41], historien, Institut français de Pondichéry
  - François Grimal (1945-), sanskritiste
  - Olaf Van Cleef (1950) artiste peintre néerlandais ayant un atelier à Pondichéry
  - Raghunath Manet (1960), chorégraphe, danseur de Bharata natyam, musicien et chanteur
  - Guy Lavocat (1963), Député européen Renaissance depuis janvier 2024
  - M. Night Shyamalan (1970), réalisateur, scénariste, producteur et acteur de cinéma américain d’origine indienne, y est né
  - Kalki Koechlin (1984), actrice indienne d’origine française
  - Juliette Katz (1988), chanteuse française, ayant vécu en Inde durant son enfance, y étant retourné ensuite. C'est à Pondichery qu'elle donne ses premiers concerts, l'honorant de son titre PONDI CHERI

## Jumelages
- Basse-Terre (France)

## Galerie

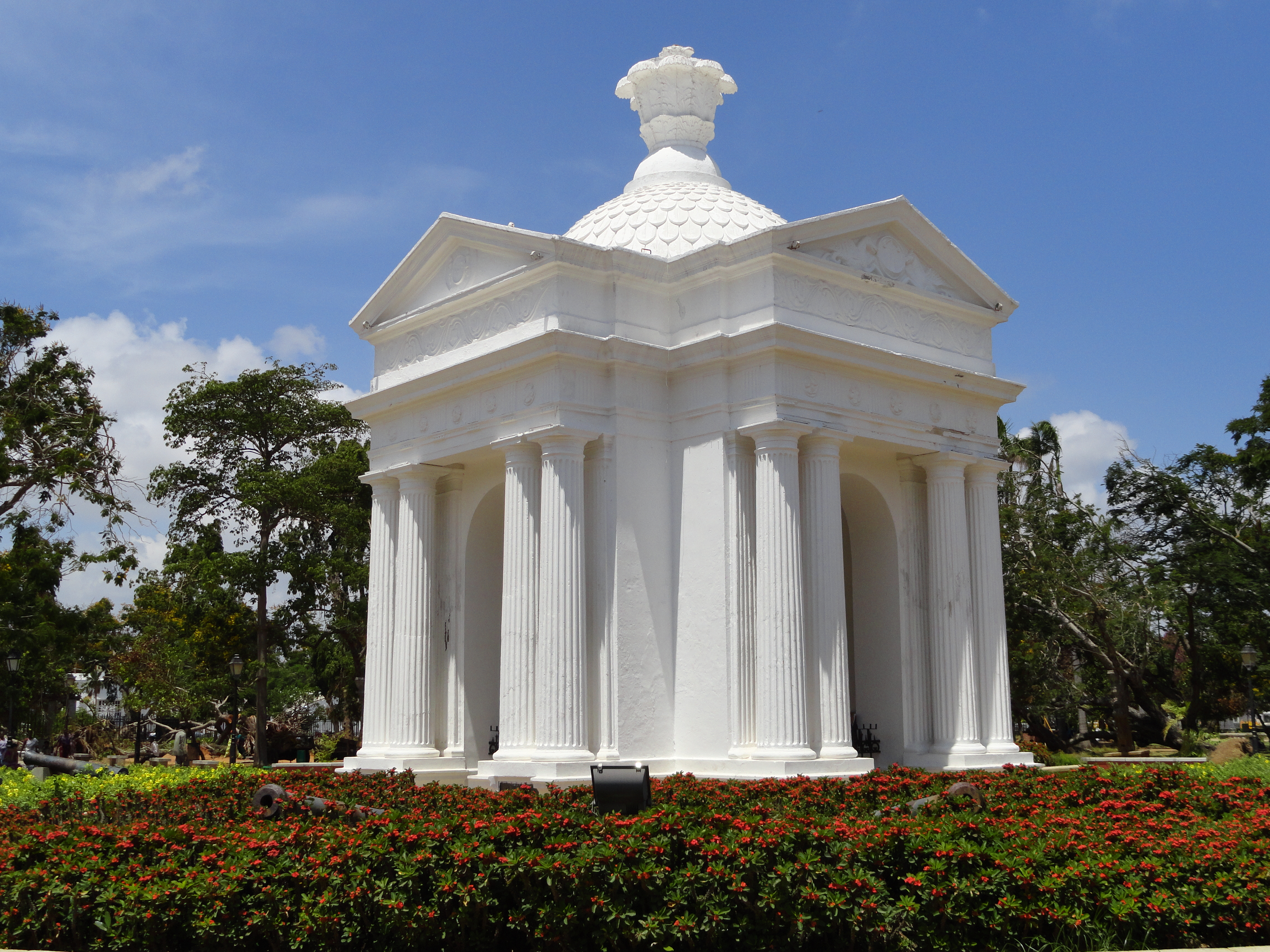
Le Aayi Mandapam est un mémorial situé au centre du parc Bharati, c'est le symbole de Pondichéry.
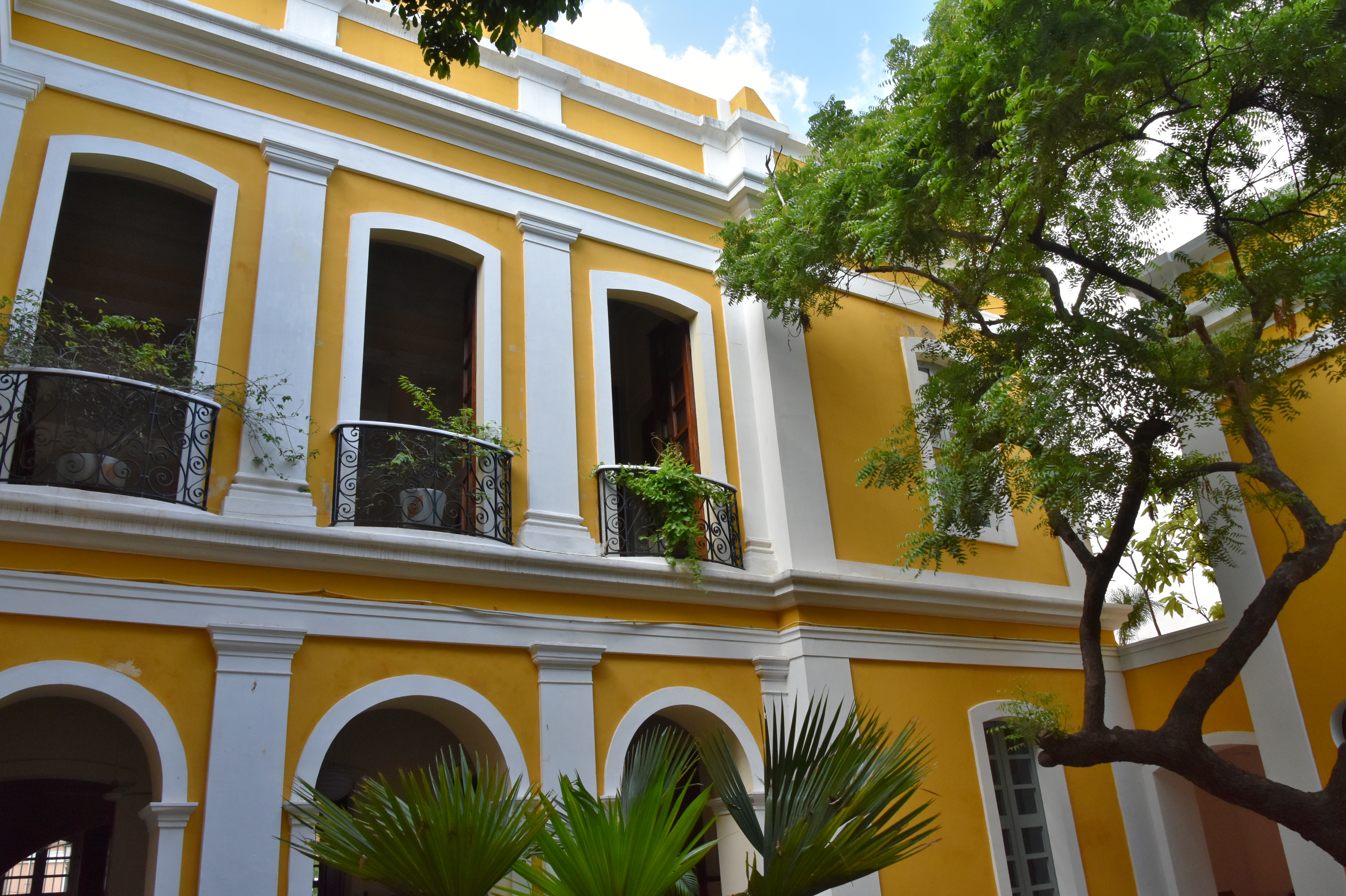
L'École française d'Extrême-Orient est un institut de recherche important dans la région.
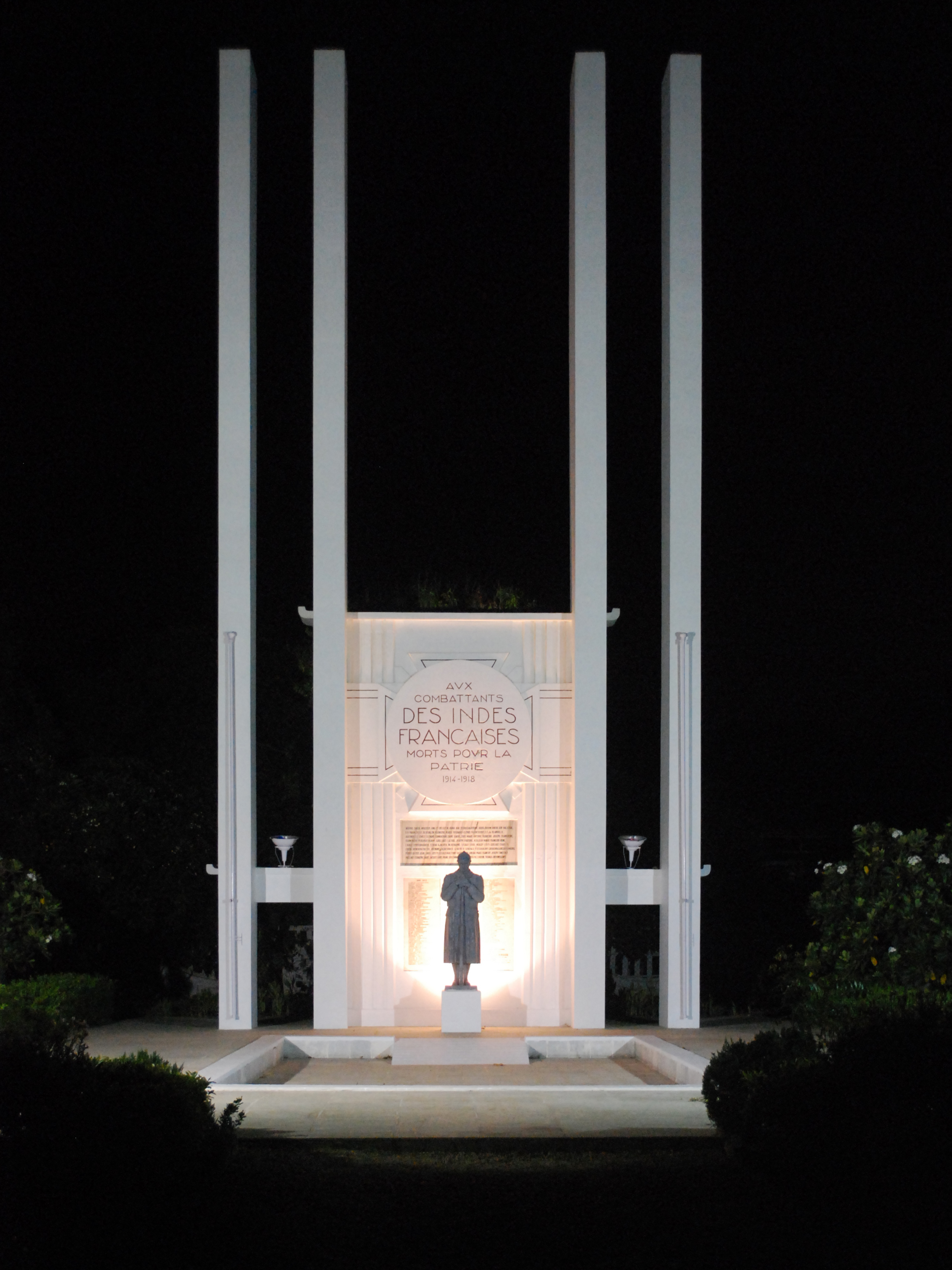
Monument aux combattants des Indes françaises morts pour la patrie.
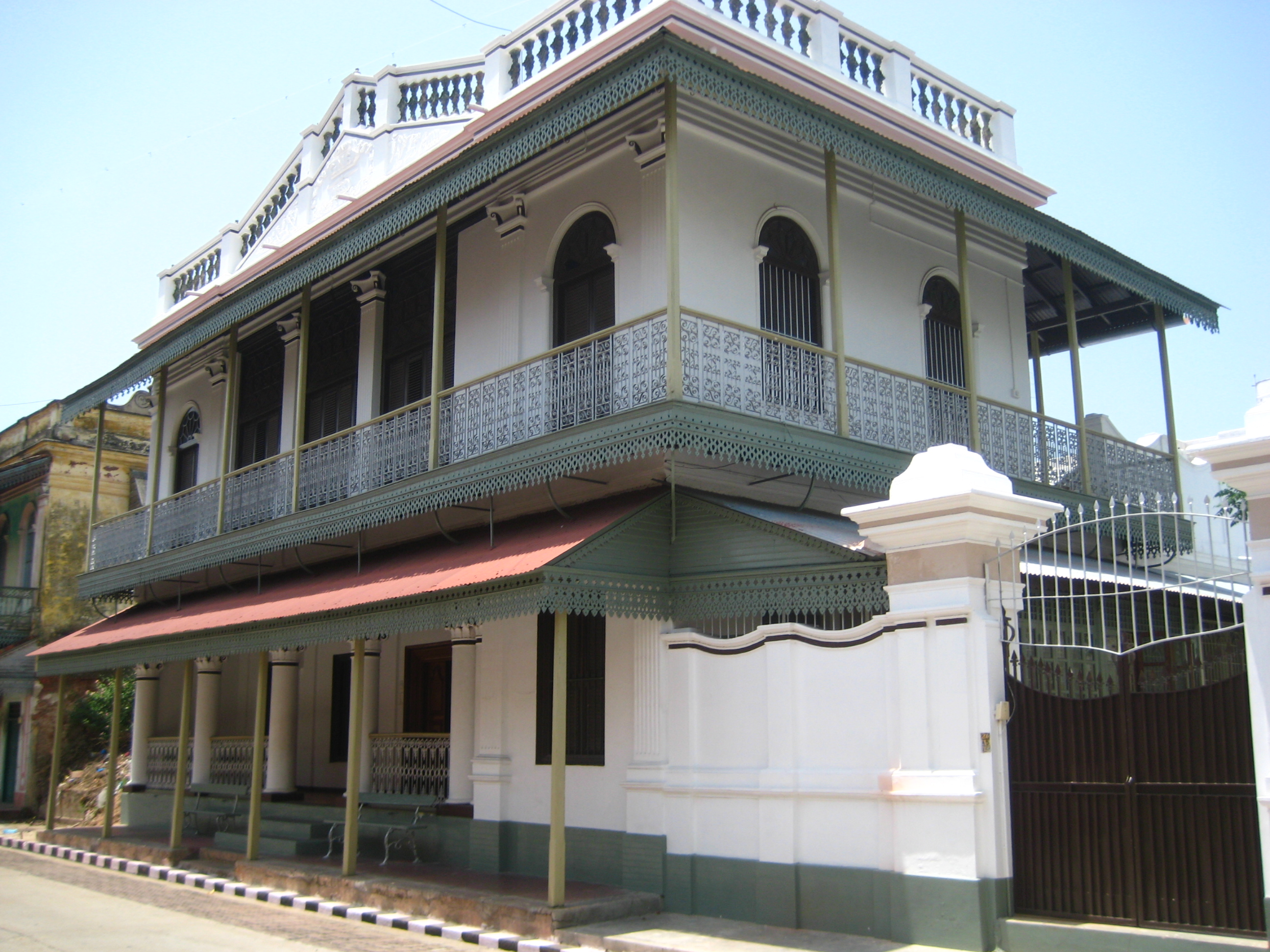
Demeure d'architecture franco-tamoule, un style architectural propre à la ville et au quartier tamoul en particulier.
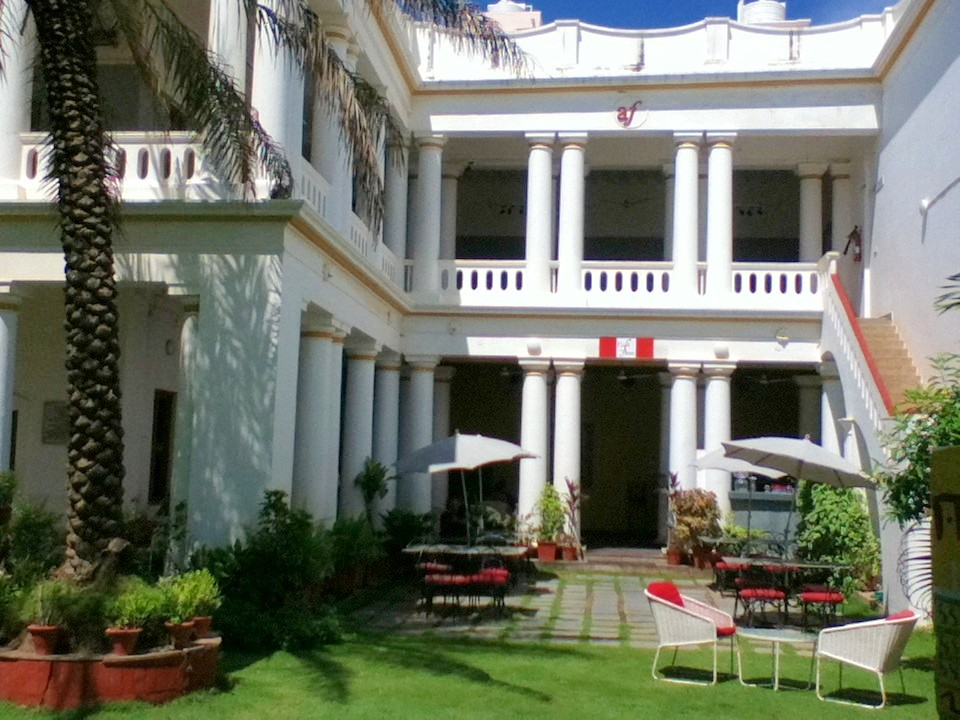
La Maison Colombani accueille une annexe de l'Alliance française de Pondichéry.

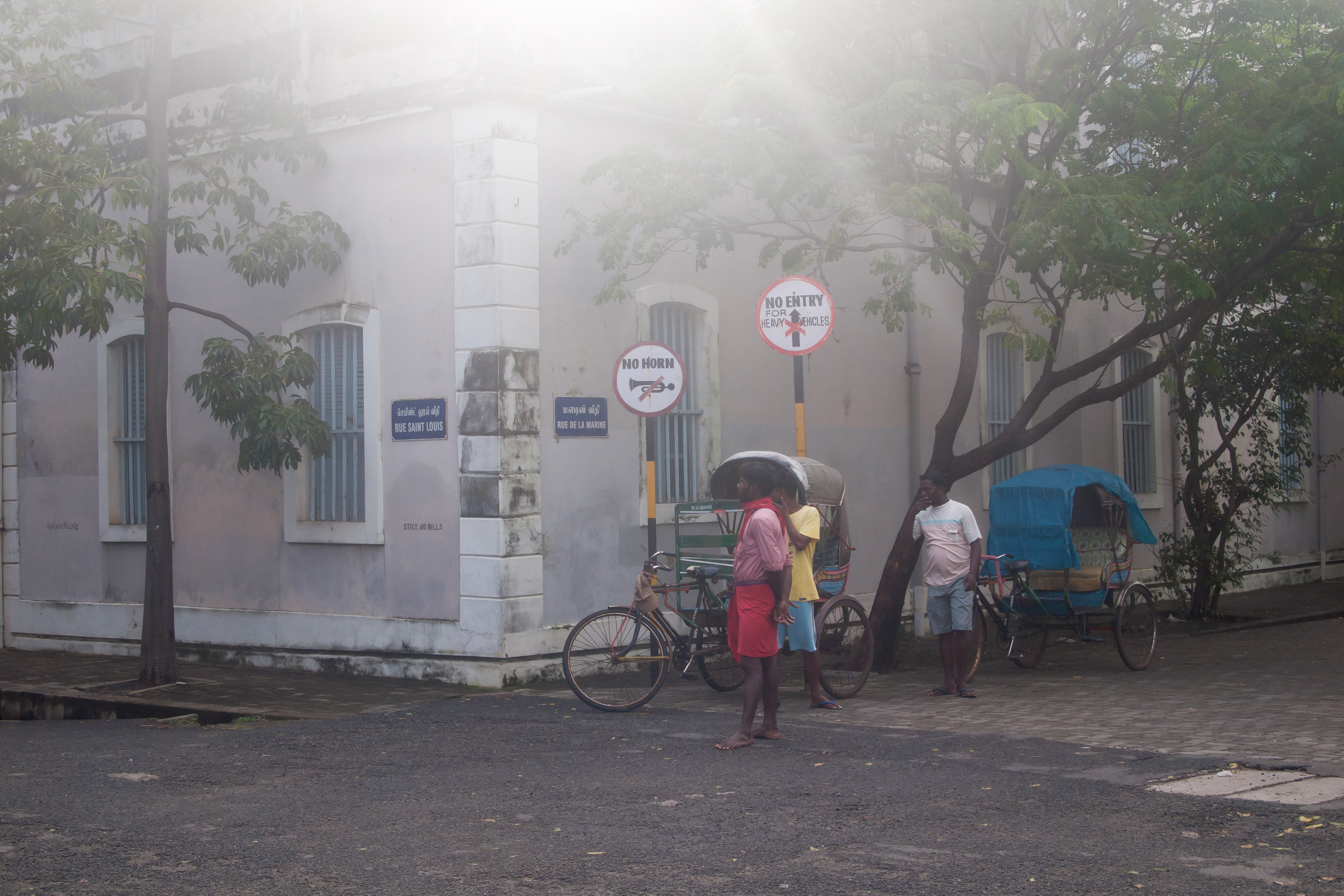
Rue de la Marine
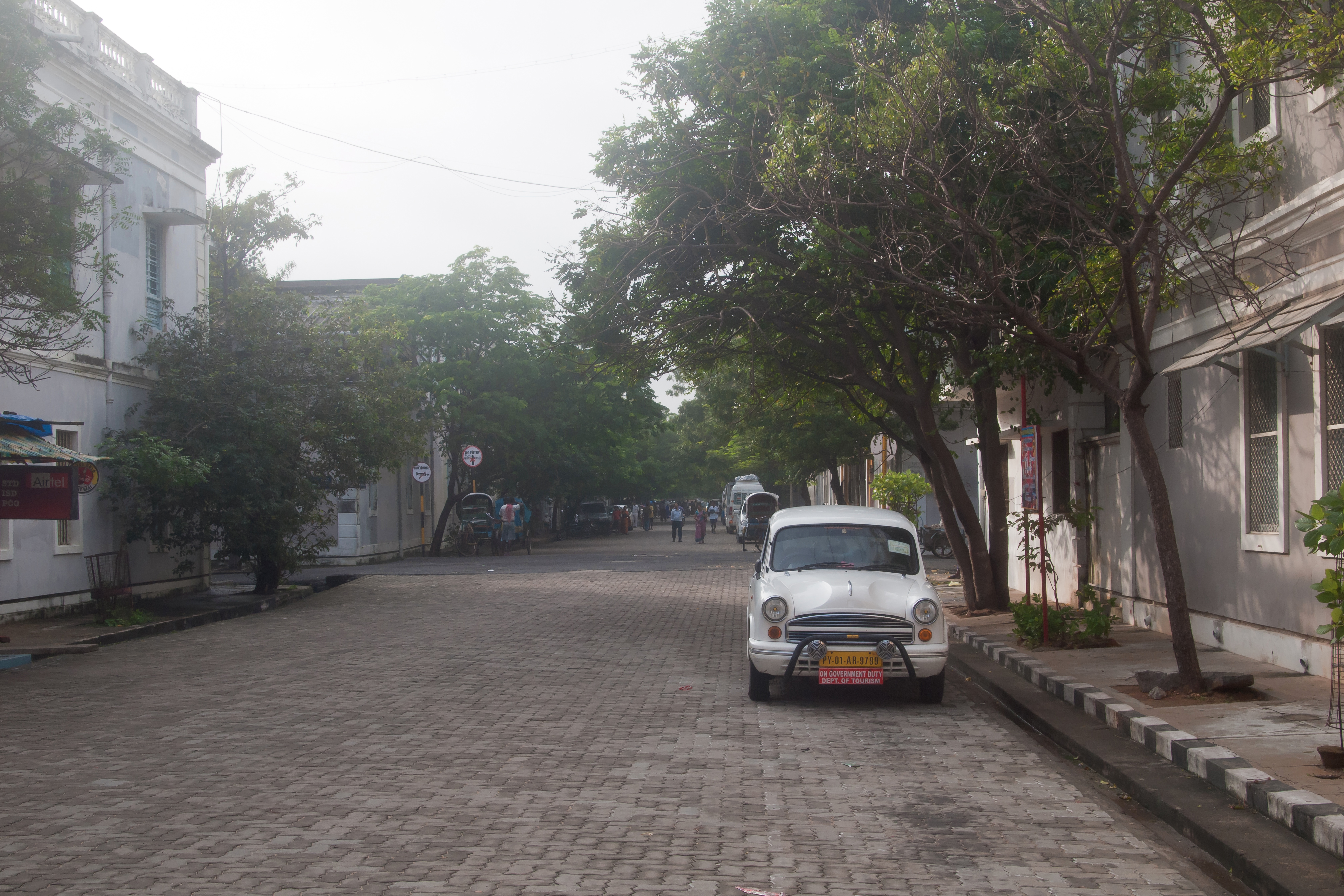
Rue Saint Louis
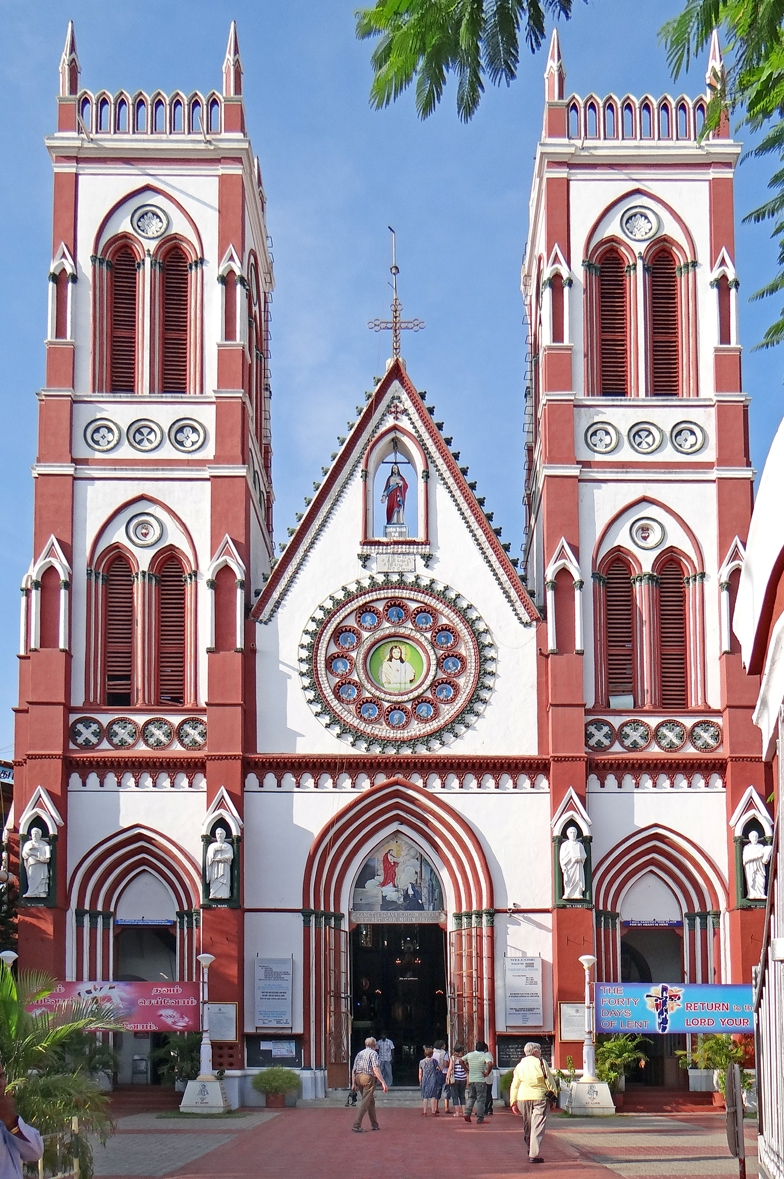
La basilique du Sacré-Cœur
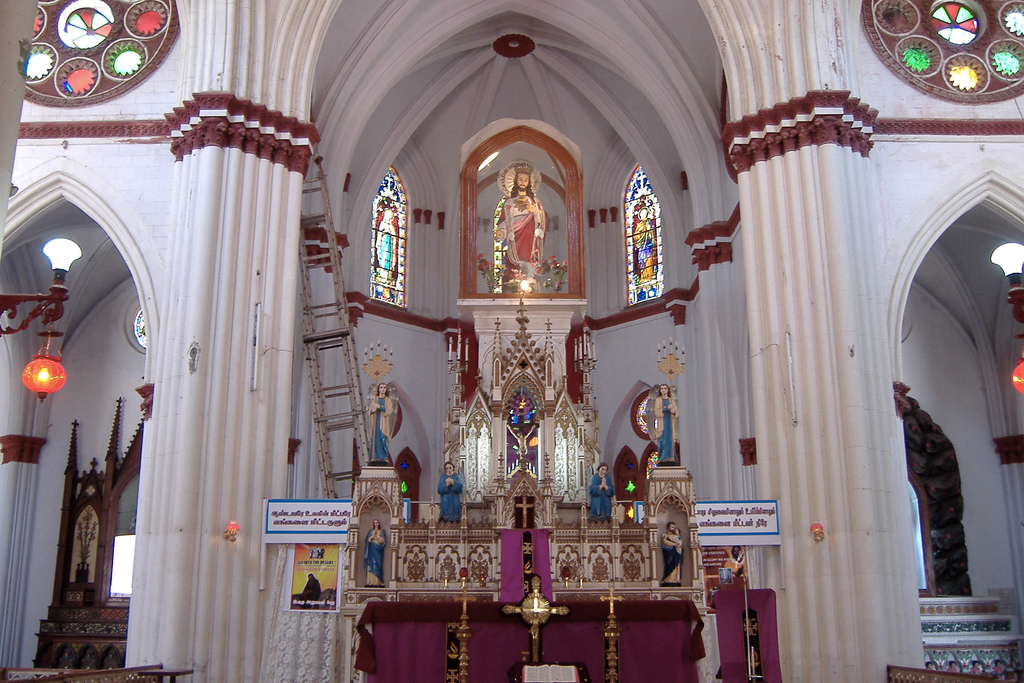
Intérieur de la basilique du Sacré-Cœur-de-Jésus.
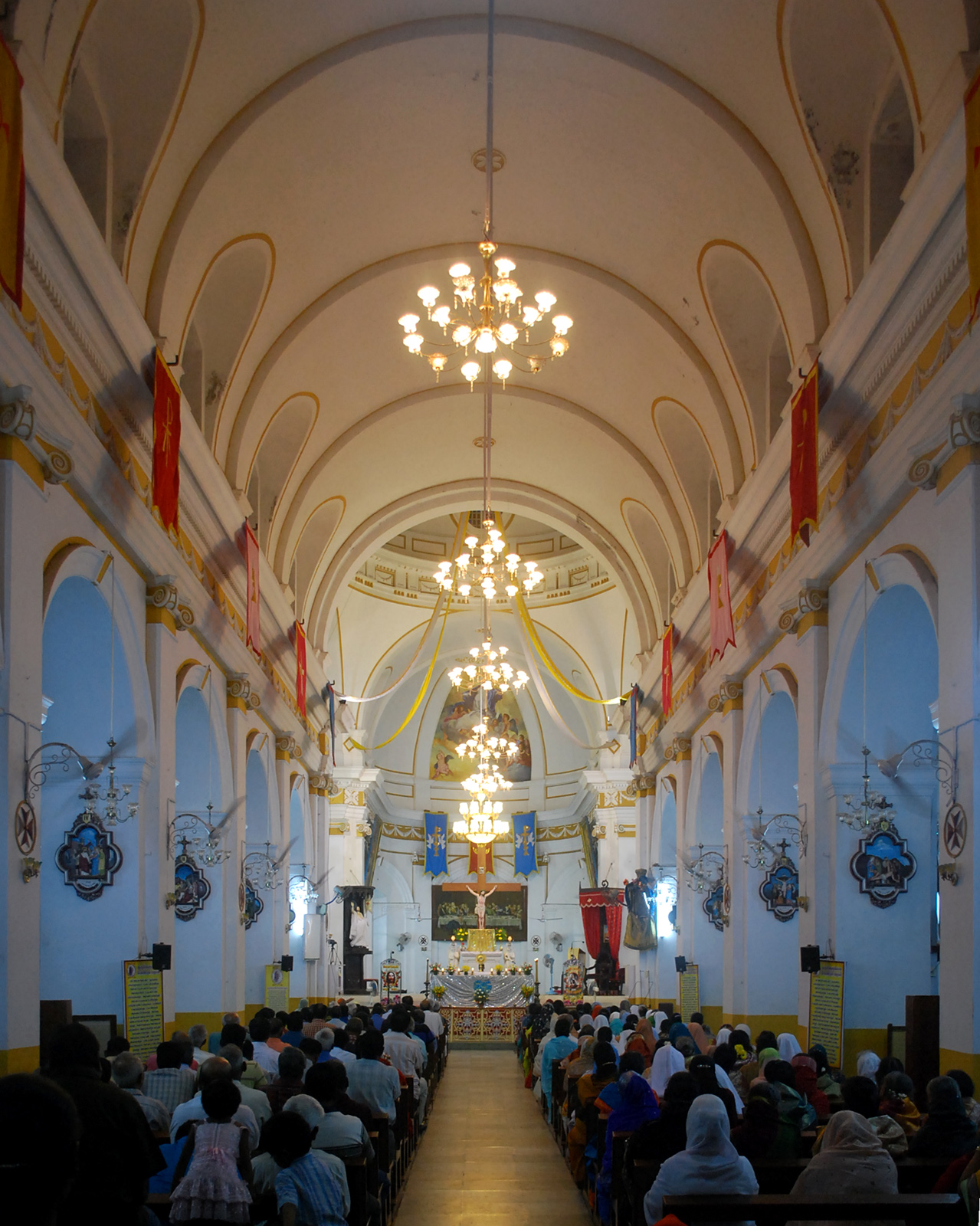
Cathédrale de l'Immaculée-Conception.
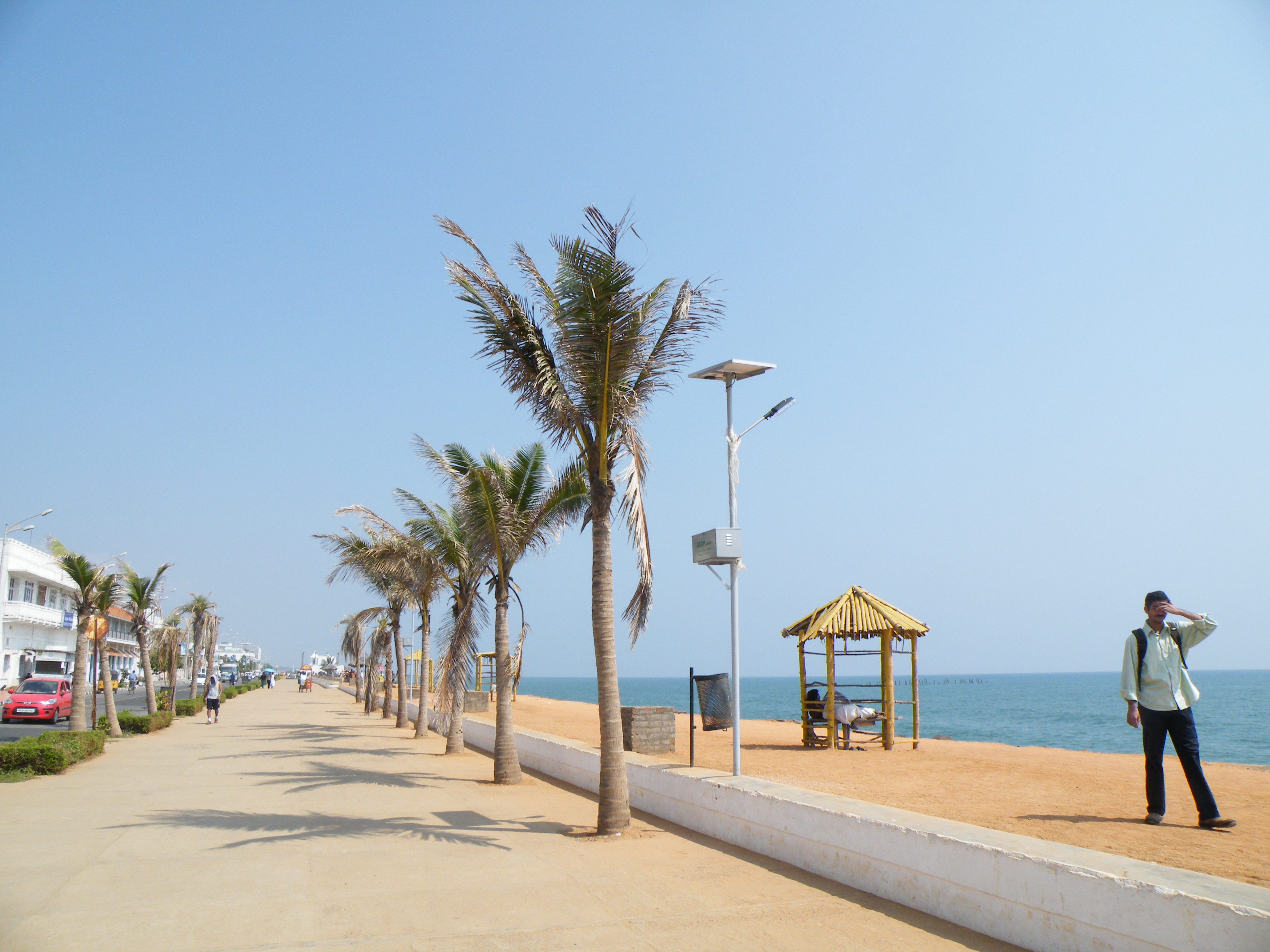
La Promenade de Pondichéry
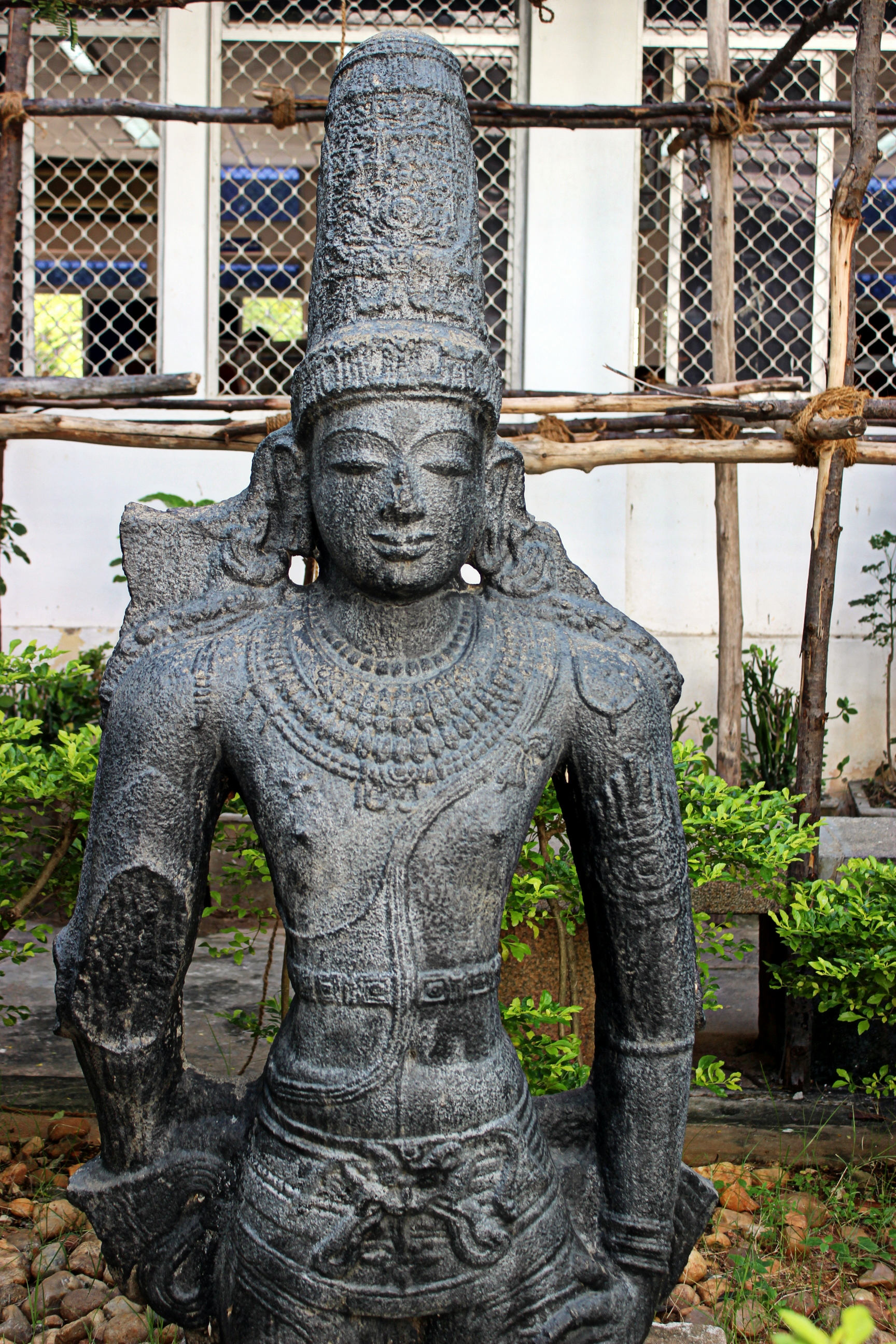
Statue au musée de Pondichéry
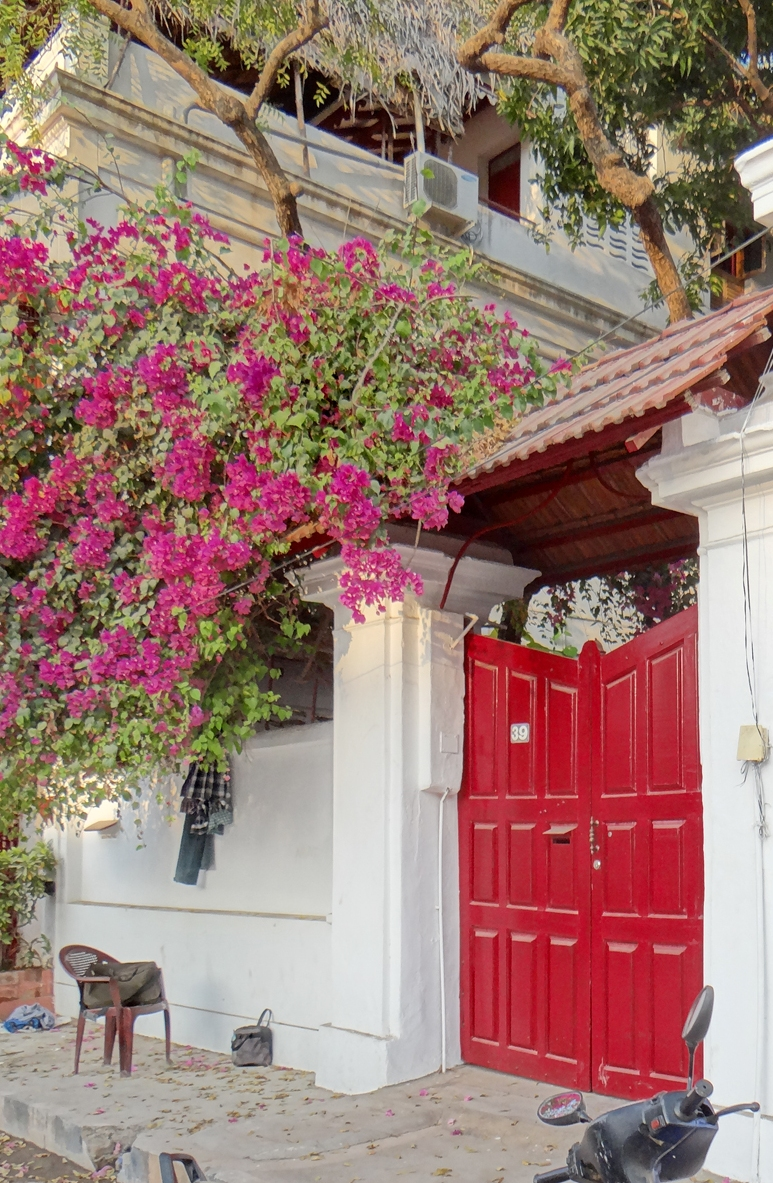
Entrée d'une maison de style colonial
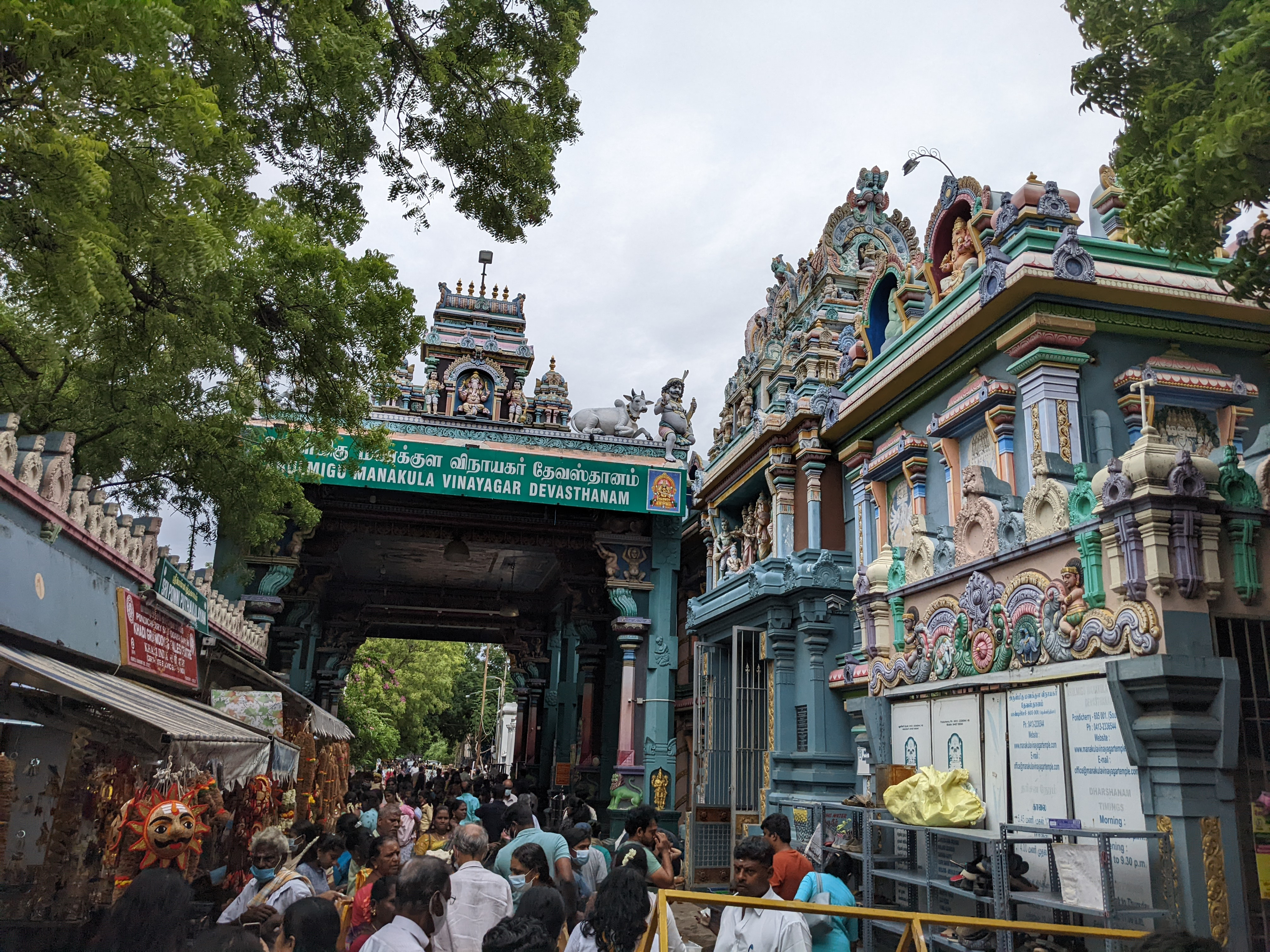
Le Temple de Manakula Vinayaka est un important temple hindou du centre-ville.
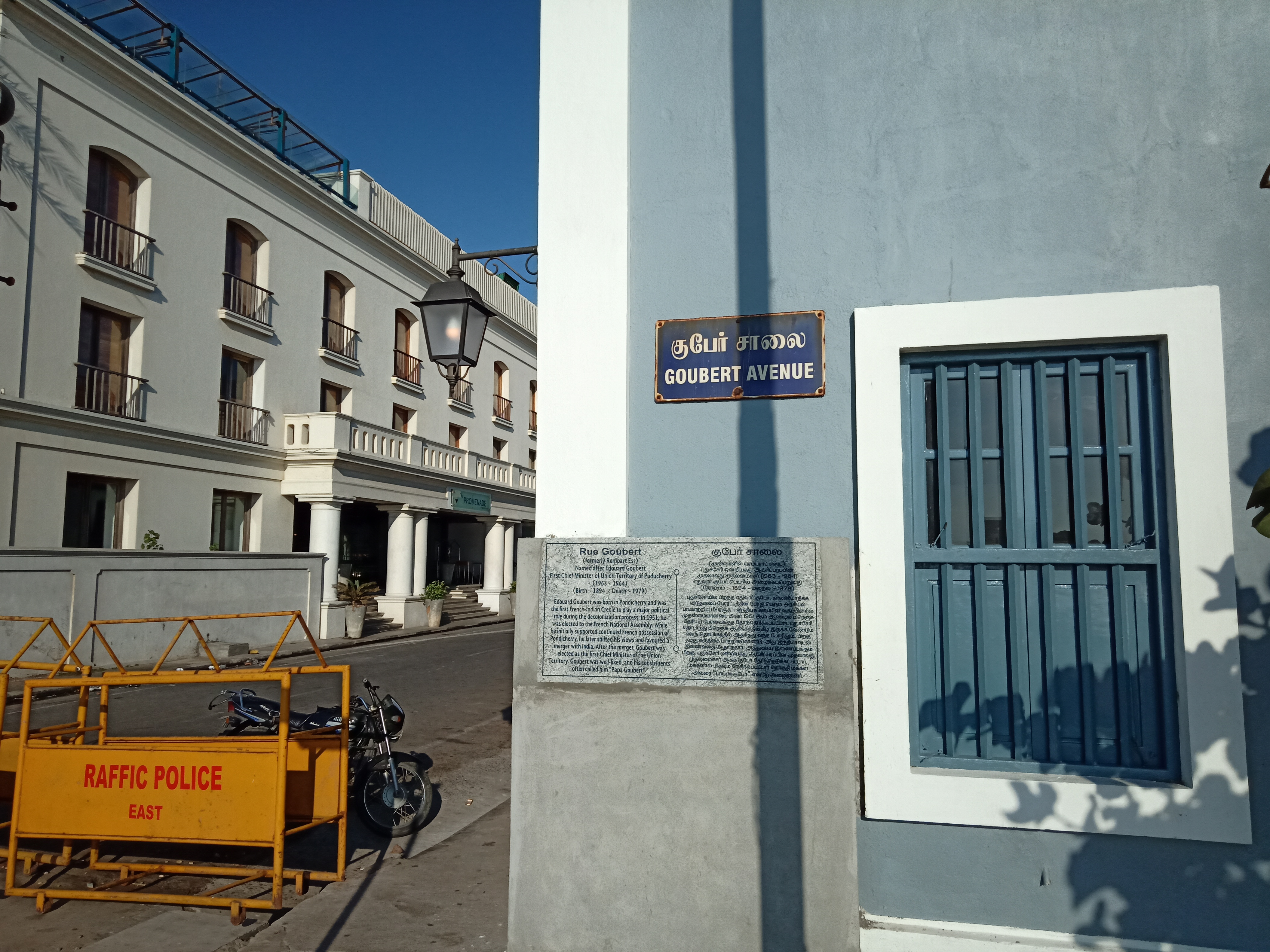
Avenue Goubert.
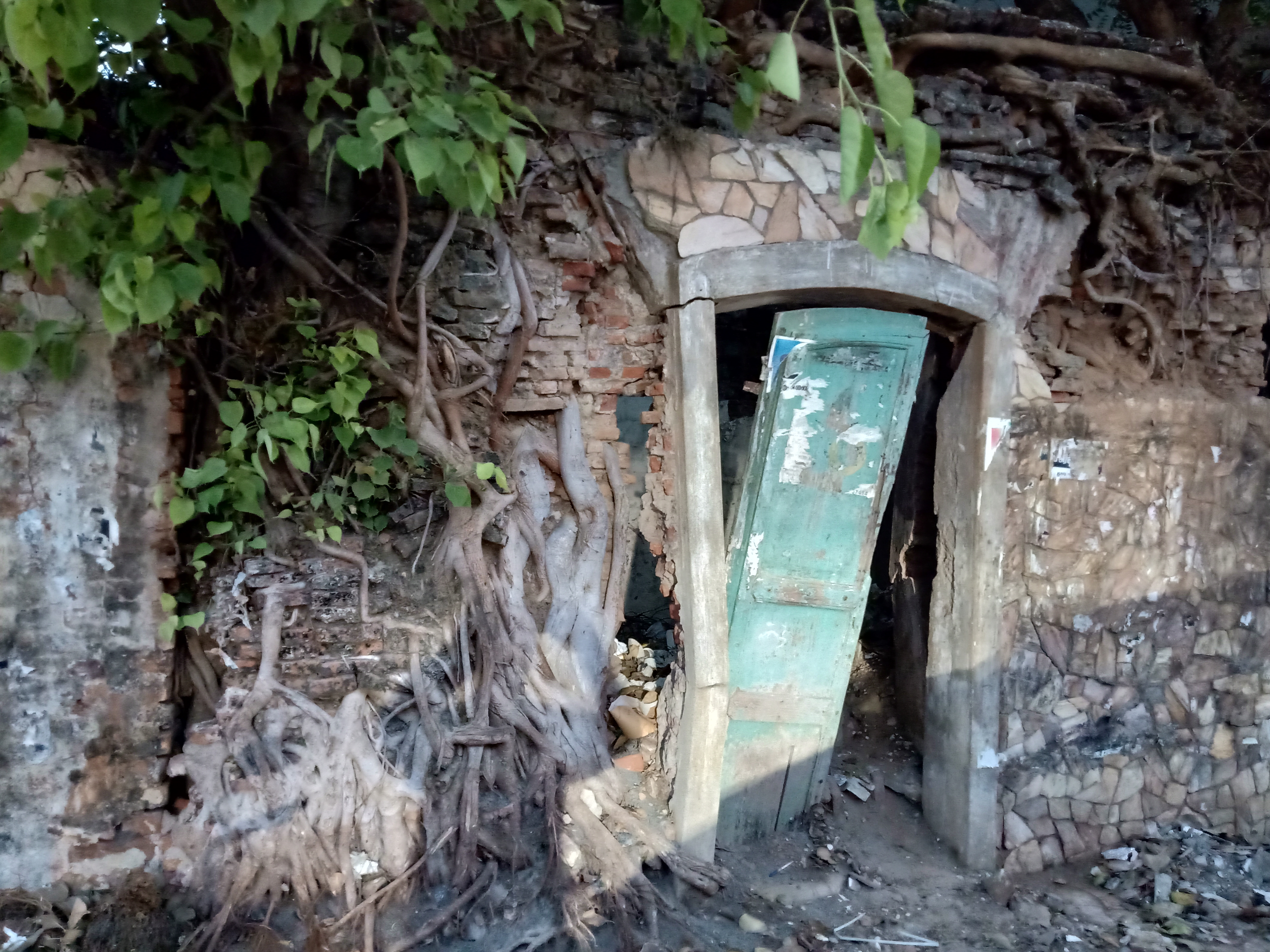
Une vieille bâtisse abandonnée dans le centre-ville.
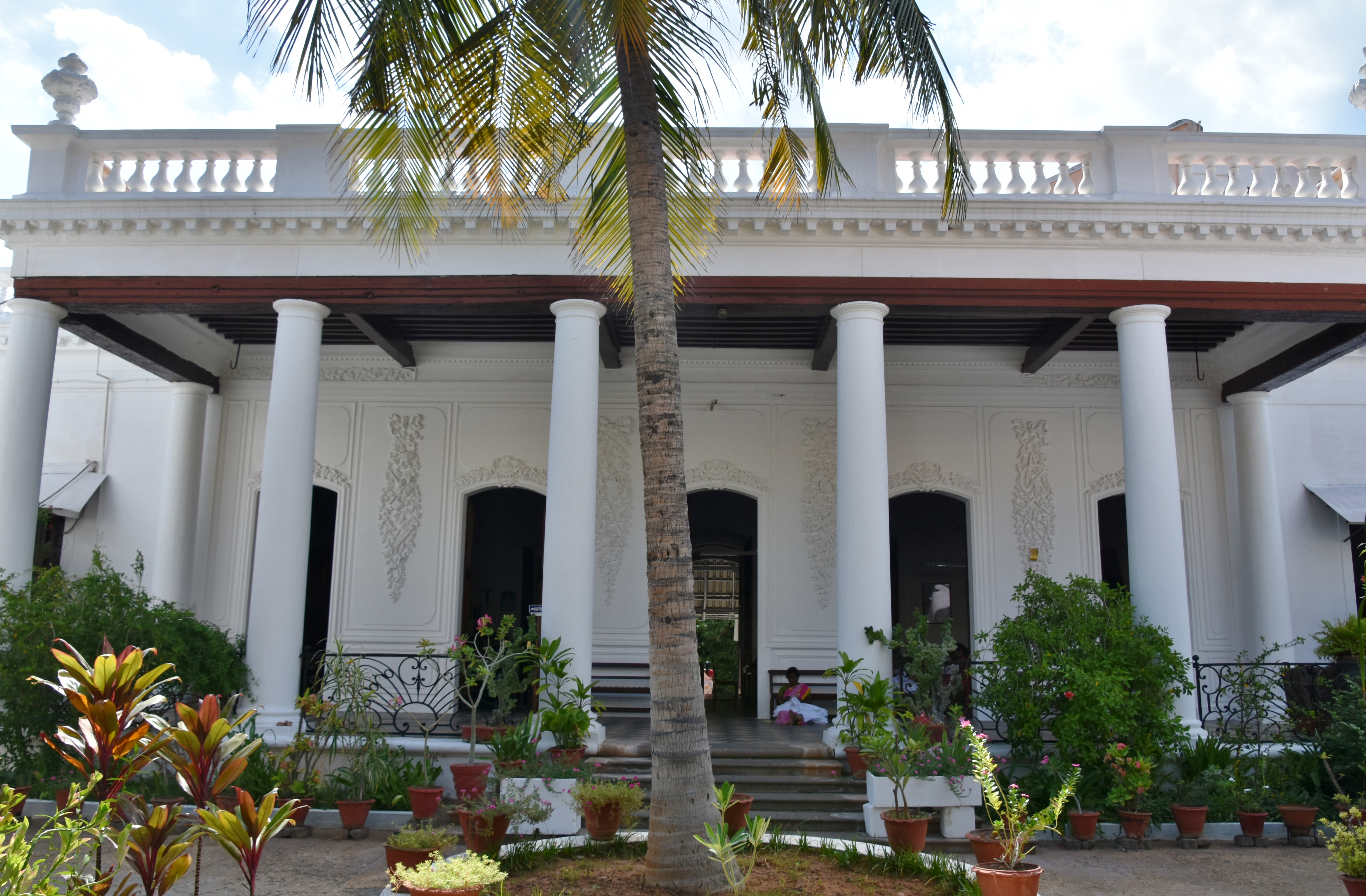
L'Hôtel Lagrenée de Mézières, rue Romain Rolland.